# Фотиадис, Димитрис
Димитрис Фотиадис (греч. Δημήτρης Φωτιάδης; 25 марта 1898, Измир, Айдын — 23 октября 1988, Афины) — греческий историк, литератор, драматург, политик и общественный деятель.

## Семья

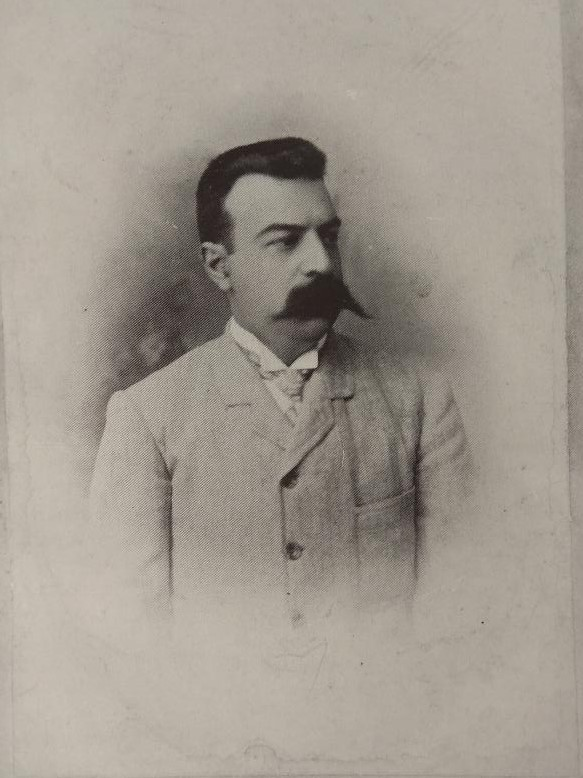
Поэт Алекос Фотиадис.

Д. Фотиадис родился в 1898 году в семье Алекоса Фотиадиса (1870—1943), одного из богатейших землевладельцев региона Смирны и, одновременно, одного из четырёх самых известных греческих поэтов Смирны тех лет..
Отец был также одним из основателей культурного общества «Орфеас» Смирны (1890) и первым (с 1898 — по 1909 год) президентом спортивного клуба «Паниониос».
Род Фотиадисов восходил к пелопоннесцу Фотису Сарацису, который после подавления Пелопоннесского восстания (1770), вызванного экспедицией русского флота, нашёл убежище в малоазийском Севдикёе, в 16 км к югу от Смирны:A-12.
Несмотря на турецкое имя, село населялось только греками, согласно Д. Фотиадису «ни один турок, никогда, не жил в селе»:А-20. По другим источникам, к 1921 году в селе жили 7955 греков и по 20 армян и турок.
Мать, Ифигения Амира, по отцу была коренной ионийкой, но её мать была уроженкой близлежащего к Смирне острова Псара.
Богатство рода Фотиадисов было нажито в Египте. Внук Фотиса Сарациса, Анастасис, арендовал в 1854 году кофейню на борту пассажирского судна на линии Константинополь — Александрия. В одном из рейсов Анастасис выхаживал страдавшего от морской болезни Саида — четвёртого сына паши Египта Мухаммеда Али. Когда море стихло и играя с Саидом в нарды, Анастасий уверенно предрёк, что тот станет хедивом Египта:А-13. Вскоре умер хедив Аббас Хильми и наследовавший его Саид, вспомнил о своём «спасителе и пророке». Он вызвал Анастасия в Каир, сделав его поставщиком дворца. Тот вызвал в Каир своего брата Димитриса, деда писателя.

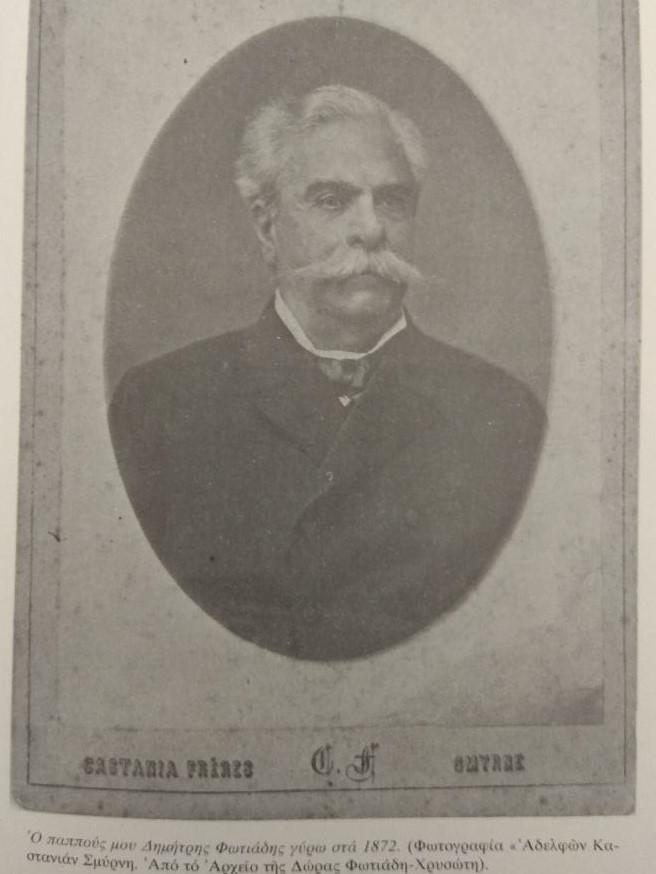
Димитрис Фотиадис (старший).

Саид умер в 1863 году, вскоре умер и Анастасий. Новый хедив Исмаил-паша сделал своим поставщиком Димитриса. Исмаил был расточительным и в личных и в государственных делах. Его амбиции и огромные расходы увеличивали доходы Димитриса. К 1879 году Исмаил привёл Египет к банкротству, был низложен и покинул страну:А-15.
Димитрис не стал испытывать судьбу и с капиталом в 200 тыс. золотых фунтов вернулся с семьёй в Смирну:А-16.
К тому времени у Д. Фотиадиса и Катерины Хадзимарку было 8 детей. Алекос Фотиадис — отец будущего писателя — был седьмым ребёнком и родился в Александрии. Д. Фотиадис (старший) выкупил у своего бывшего работодателя-грека «Хайдарли — чифтлик» площадью в 80 км² на берегу Меандра, где будущий писатель проводил лето.

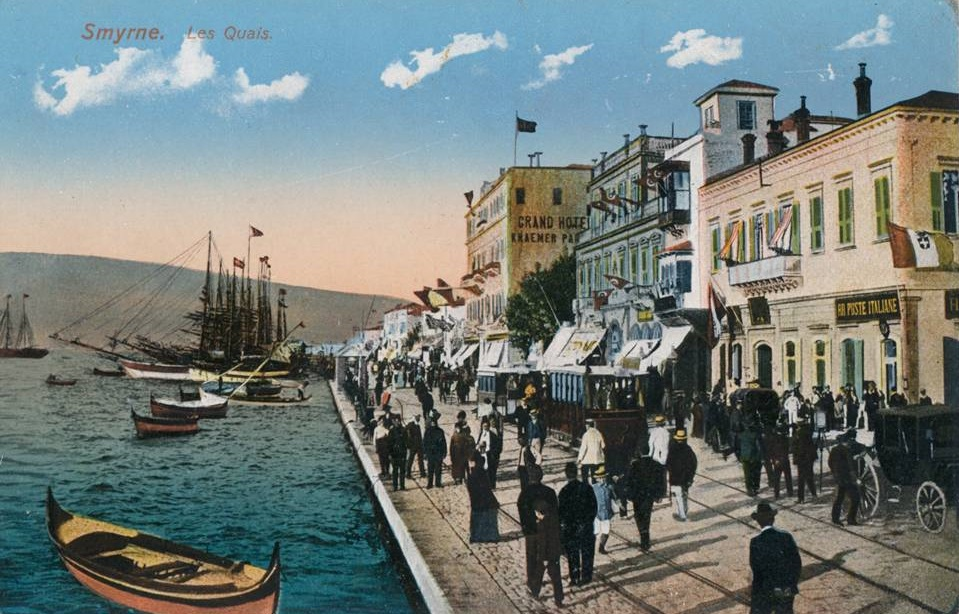
Набережная Смирны в 1910 году. Выделяется гостиница Краймера (до того дом Д. Фотиадиса старшего)

Д. Фотиадис (старший) построил на набережной Смирны свой дом, самое большое здание города до его разрушения кемалистами в 1922 году.
Он также довёл ветку железной дороги до Севдикёя, где построил свою усадьбу:А-17.

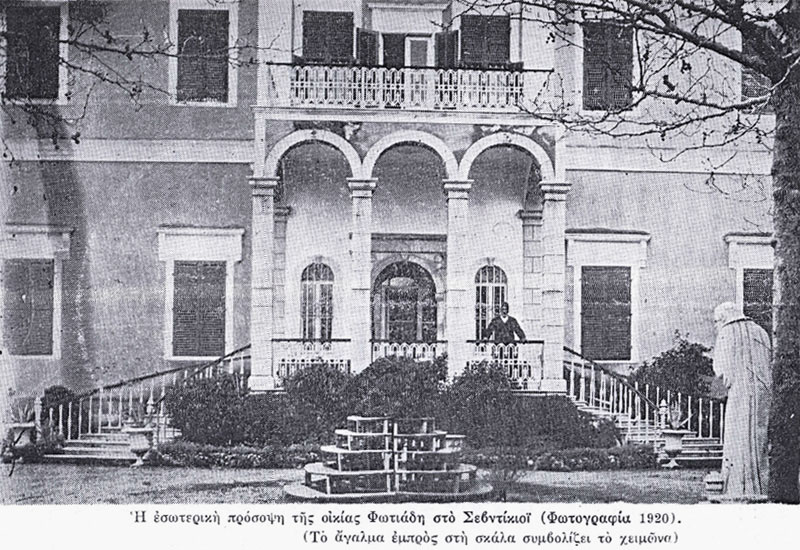
Усадьба Фотиадисов в Севдикёе

Н. Карарас описывает её как «дворец с 40 комнатами, с садом где стояли 12 статуй изображавших месяцы и 4 бо́льших статуй изображавших времена года»
Продолжая скупать землю на Меандре, Д. Фотиадис (старший) построил школу и отреставрировал церковь в Севдикёе. Он построил ещё с десяток домов в Смирне и умер от сердечного приступа, когда отцу писателя, было 16 лет.
«Дом (Склеп) Димитриса Фотиадиса» был самым большим на православном кладбище Смирны, которое после 1922 года было вскопано турками, устроивших здесь футбольный стадион:А-18.

## Детские годы

### Земля Ионии

Карта заиливания милетского залива. Отмечены Милет, Приена, Буюкли (Быйклы), где находилась летняя усадьба Фотиадисов

Имения Фотиадисов находились в центре исторической Ионии, где каждый камень напоминал о её греческом прошлом.
Сначала с отцом, затем сам, Д. Фотиадис «бродил в грязи Меандра», осматривал и читал греческие надписи руин Милета и Приены между Сокьей и имениями. Несколько дальше от них находились руины Магнисии, где кончил жизнь самоубийством Фемистокл.
В пределах имений находился и Миунт, обнаруженный отцом при проведении ирригационных работ. Сад имения в тот период стал местом хранения древностей:А-24.
Зимой 1913-14 годов Меандр в очередной раз сменил русло и снёс остатки руин города:А-25.

### Дом в Севдикёе
Алекос Фотиадис первым привёз в Смирну мотоцикл. Он также привёз и представил врачам рентгеновский аппарат. Поскольку в Смирне ещё не было электричества, он установил в доме маленькое динамо, приводимое в движение потоком Халка Бунар. Он также купил телефонные аппараты и протянул линию от дома к месту, где он уединялся чтобы писать:А-54.
Врачом семьи был Иппократ Аргиро́пулос, который после каждого осмотра добавлял страшную для будущего писателя фразу — «и ложку касторки». В последние годы своей жизни врач был разбит параличом и был сожжён турками в 1922 году на своей кровати:А-101.
Димитрис в детстве был непоседой, что чуть было не стоило ему жизни. Отец был хорошим стрелком и располагал большим арсеналом оружия, приобретая ежегодно новые образцы. Демонстрируя друзьям новую покупку, отец думал что ружьё не заряжено. Димитрис из любопытства смотрел в дуло, и только в последний момент, нажимая на курок, отец, чисто механически, отстранил сына. Дыру от пули отец не заделал, на память:А-103.

### Буюкли
Летняя усадьба Фотиадисов находилась в Буюкли. На территории этого чифтлика находились 2 греческих и 2 турецких села. На площади в Буюкли одна кофейня была греческой, другая турецкой:А-27.
Для переезда в чифтлик, английская железнодорожная компания Айдына предоставляла Фотиадисам, как акционерам, отдельный вагон:А-26.
В 1899 году дядя будущего писателя, Ахилл Фотиадис, создал в Буюкли первую метеостанцию и вёл регулярные наблюдения.
В 1907 году из-за эпидемии холеры в Смирне, семья на год перешла жить в Буюкли:А-40.
Сегодня в усадьбе Фотиадисов в Буюкли расположен муниципалитет:А-54.

### Олимпиада 1906 года
В Смирне было два спортивных клуба и оба греческие — «Паниониос» и «Аполлон». А. Фотиадис, будучи первым президентом «Паниониоса», инициировал отправку атлетов клуба на Олимпиаду 1906 года, взяв с собой семью. Спортсмены клуба выступали в составе команды Греции.
Димитрис впервые увидел столицу, как он пишет, «Свободной Греции», маленького тогда города с населением в 140 тыс. человек:А-61.
Жили у сестры отца, Пенелопы, бывшей замужем за Спиридоном Кумундурусом (1858—1924), сыном покойного премьер-министра Греции А. Кумундуроса (1817—1883).

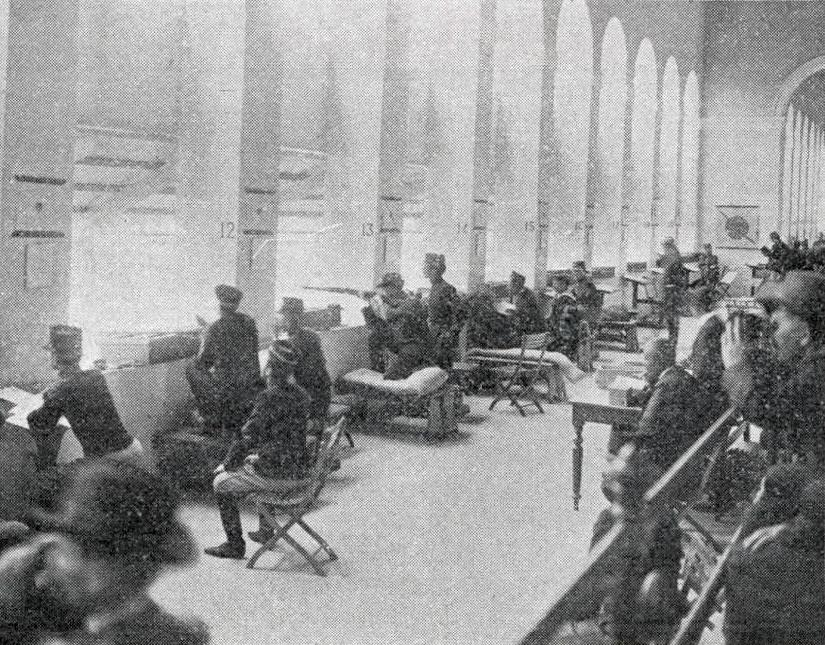
Tir aux Jeux Olympiques intercalaires de 1906 (à Phalère, en mai).

Отец не ограничился ролью руководителя своей команды, но принял личное участие в Олимпиаде, в стрельбе из винтовки.

### Чакиджи

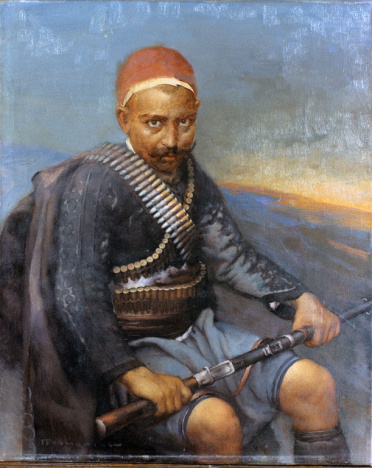
Художник Прокопиу, Георгиос (1876—1940) — «Портрет разбойника Чакиджи», 1911 год. Фотиадис видевший разбойника живым, пишет что этот портрет не имеет ничего общего с реальным Чакиджи.

Одним из ярких детских воспоминаний Д. Фотиадиса был образ разбойника Чакиджи, родом из кочевников юрюков, чья банда действовала в регионе Айдына. Отец Чакиджи был убит жандармами на его глазах, когда тот был ребёнком. Поклявшись отомстить когда вырастет, Чакиджи стал своего рода Робин Гудом региона. В 1908 году правительство младотурков предоставило ему амнистию, при условии сдачи оружия.
В августе банда Чакиджи, преследуемая властями, прибыла в Севдикёй. Дети собрались вокруг обросшего легендами разбойника. А. Фотиадис принял Чакиджи как званного гостя. Тот спросил соглашаться ли ему на сдачу оружия. С удовлетворением и озираясь на своих людей услышал ответ А. Фотиадиса — нет:А-44. Зная что А. Фотиадис хороший стрелок, Чакиджи вызвал его на состязание. Ведя в счёте, А. Фотиадис сознательно промазал в последнем выстреле. Чакиджи это понял. Отказавшись принять подарок из коллекции оружия хозяина, он согласился, в знак дружбы, обменяться оружием:А-46.

### Образование Д. Фотиадиса
Д. Фотиадис учился в частном греко-немецком лицее Янникиса, в то время как его детский друг Йоргос Сеферис учился в греко-французском лицее Аро́ниса
Изучение турецкого языка было обязательным, но Фотиадис пишет, что именно его они не изучали. В конце каждого года появлялся очередной турок инспектор, который получив солидную взятку, подтверждал знание языка учениками лицея:А-78.
Димитрис был учеником «середнячком».
Отец был приверженцем димотики, современной разговорной формы греческого языка, что привело к тому что Д. Фотиадис отрёкся от древних греческих писателей. Однако отец не раскрыл сыну богатство димотики, которое тот обнаружил сам, через многие годы:А-89.
До 13 лет Димитрис был глубоко верующим, пока не «обнаружил» библиотеку отца. Это привело также к тому, что он начал вести счёт своим «потерянными часам в школе».
Отец, будучи музыкантом самоучкой, пытался дать детям музыкальное образование и поручил музыканту Миланакису обучить игре на скрипке дочь и на пианино сына. Демосфен Миланакис (1876—1972) был автором музыки гимна спортклуба «Паниониос», президентом которого был А. Фотиадис. Вскоре Миланакис выдал своё заключение — «не подлежит обучению» и будущий писатель получил дополнительные часы для чтения.

### Скала Вурла
Самым близким другом А. Фотиадиса был поэт С. Сефериадис. Димитрис был дружен с детьми поэта, будущим лауреатом Нобелевской премии по литературе Йоргосом Сеферисом и Иоанной, будущей писательницей и супругой президента Греции К. Цацоса.

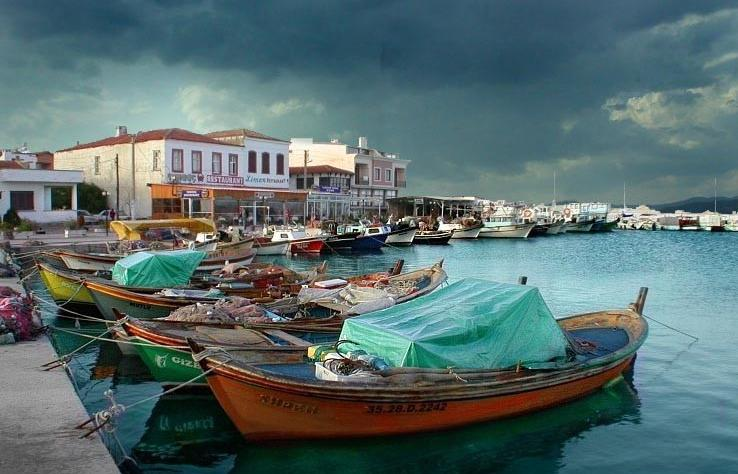
Скала Вурла (на турецкий лад Искеле Урла) сегодня. Здесь, на даче семьи Сефериса, Д. Фотиадис провёл лето 1911 года.

Димитрис провёл много часов в их доме в Смирне и на их даче в Скала Вурла (Урла).
Два события лета 1911 года остались в памяти Д. Фотиадиса — переход на паруснике на населённые только греками островки Мосхонисиа напротив также населённого греками города Айвали и чуть не стоившее им жизни, затопление шлюпки в шторм:А-99.

## Перед Первой мировой войной
В 1912 году начались Балканские войны. 26 октября/8 ноября, в день покровителя города, Св. Дмитрия, греческая армия вступила в столицу Македонии, Салоники.
В доме Фотиадисов праздновали день ангела Димитриса. Не скрывая чувств, хозяева и гости обменивались пожеланием «пусть придёт и наш черёд»:А-114.
В декабре 1912 и январе 1913 годов греческий флот нанёс поражения туркам у Элли и при Лемносе, и освободил острова Лесбос и Хиос в часах перехода до Смирны.
Поражение турок не отвечало планам Германии. Реформатор турецкой армии, Лиман фон Сандерс, накануне мировой войны, советовал туркам начать гонения греческого населения эгейского побережья Малой Азии:119.
Гонения начались и беженцы хлынули на острова Самос, Хиос и Лесбос:119.
Д. Фотиадис пишет, что приказ к резне и изгнанию греков побережья Малой Азии дал лично Талаат:A- 120.
Прибрежные общины подверглись атакам банд и резне.
Некоторые общины избежали смерти, перейдя в ислам. В вилайете Айдына действовали до 10,000 вооружённых башибузуков. По свидетельству консула Дании в Смирне, голландца Альфреда ван де Зее (Alfred Van de Zee), банды были в ведении турецкого государства.
Первой пострадала Фокея, в июне 1914 года, за месяц до начала войны.
Учтя эти события, А. Фотиадис отменил отдых в усадьбе и вывез семью в Афины:А-121.

## Первая мировая война
В октябре Османская империя вступила в войну на стороне Центральных держав.
Покинув гостиницу «Ксиротагару» Фалера:А-122, по совету своей сестры, А. Фотиадис с семьёй перезимовал в Каламате и весной 1915 года поселился на даче Кумундурусов в Мессини.
Здесь, из-за любовного антагонизма, произошла своеобразная дуэль будущего писателя с кадетом военной школы — посох против сабли, завершившаяся рассечением шляпы Димитриса:А-125.
Д. Фотиадис написал здесь свои первые стихи, которые затем сжёг. Вывезенные из Смирны деньги иссякали и отец решил вернуться в Афины, где снял дом в Патисия:А-126.

### Иония в период Первой мировой войны
С началом войны политика осман против коренного греческого населения приняла форму систематического насилия во многих регионах, включая Понт, где начался Геноцид понтийских греков. Одним из первых эпизодов геноцида стало самопожертвование женщин села Кунака Трапезунда, утонувших, чтобы не пасть в руки турок:А-128.
30 тысяч жителей Айвалыка прошли вглубь Азии 45 -дневным Маршем смерти, как и 60 тысяч греков полуострова Эритреи, кроме бежавших на соседний Хиос.
В отличие от Геноцида армян, где у турок не было сдерживающего фактора, они были вынуждены учесть, что на севере Греции оставались 400 тыс. мусульман. К тому же, Греция ещё сохраняла нейтралитет, и не следовало подталкивать её в лагерь Антанты. В силу этого, Талаат дал приоритет в истреблении греков «Амеле Тамбуру» (рабочим батальонам), куда призывались мужчины от подростков до старцев.
Он именовал их «батальонами цивилизованной смерти». Д. Фотиадис пишет, что в «батальонах» погибли более 300 тыс. греков:А-129 (Я. Капсис пишет 400 тыс.:84, в бюллетене № 3 1918 греко-американского союза указаны 1,5 млн греков изгнанных из своих домов, половина которых была убита, погибла в маршах смерти и в «батальонах»:51.)
Геноцид и разрушения были прерваны с поражением Османской империи в Первой мировой войне в 1918 году.

## Семья Фотиадисов в вихре Национального раскола
В Афинах Д. Фотиадис стал свидетелем борьбы Э. Венизелоса, сторонника вступления в войну на стороне Антанты и короля Константина, сторонника прогерманского нейтралитета, чьё противостояние привело к Национальному расколу.
Не доверяя королевским властям, в мае 1916 года союзники потребовали установить контроль железнодорожных составов идущих в Фессалию, дабы избежать доставку туда боеприпасов, которые могли быть использованы против них. Союзники запросили антимонархистов «контролёров». Д. Фотиадис, которому тогда было 18 лет, стал одним из них. Ему был вручен пистолет, поскольку один из «контролёров» был убит монархистами. Его решение было одобрено отцом — этим он помог семье, чьи финансы иссякли. К тому же, как сторонник Венизелоса, отец одобрил и его политический выбор:А-140.
Углубление Национального раскола привело в августе к созданию в Салониках правительства «Национальной обороны», вступившего в войну на стороне Антанты, и к столкновениям в Афинах в ноябре между частями Антанты и сторонниками короля.
Д. Фотиадис стал свидетелем этих столкновений и последовавших избиений и убийств сторонников Венизелоса монархистами:А-142.
19 ноября семья Фотиадисов бежала из Афин на Крит, в Ханья, где поселилась в доме друга А. Фотиадиса, Манусояннакиса:А-148.
Ханиоты оказали помощь А. Фотиадису и вскоре, вместе с венизелистом Кулумвакисом, он издал газету «Терисос».
В апреле 1917 года Константин был низложен, семья Фотиадисов вернулась в Афины и сняла две комнаты в рабочем квартале. Димитрис согласился на «отвратительную работу цензора» на почтамте, что позволило семье снять новый дом:А-159.
25 марта 1918 года Д. Фотиадису исполнилось 20 лет. Он избрал греческое гражданство, хотя его отец, проживший три года в Париже, имел французское гражданство:А-11. Он вступил в греческую армию и прошёл подготовку в I полку Афин, где познал армейскую антисанитарию и голодную жизнь тех лет. Поскольку в армии были французы инструктора, знавший французский язык Д. Фотиадис был определён переводчиком:А-161.

## Возвращение Д. Фотиадиса в Смирну
В сентябре 1918 года, 10 греческих, 8 французских, 6 сербских, 4 английских и 2 итальянские дивизии начали наступление на Македонском фронте, в результате которого 29 сентября Болгария вышла из войны.
30 октября, подписав Мудросское перемирие, турки также признали своё поражение. В Константинополе встали корабли Антанты, включая корабли ВМФ Греции. Для греков, сам факт постановки на якоря греческого флагмана «Авероф» напротив дворца султана Долмабахче, почти пять веков после захвата Константинополя турками, имел символический характер.
M. Paillares в книге «Кемализм» (Paillarès, Michel Le Kémalisme devant les allies свидетельствовал:132:

Непрерывные возгласы и крики радости потрясали Константинополь. Ни в Страсбурге, ни в Меце Союзники не познали такого апофеоза. Даже камни пришли в движение, чтобы выразить благодарность рабов своим героям, которые пришли освободить их от тирании. Как будто мёртвые вышли из своих могил и пели вместе с живыми гимн Свободе.

Известие о победе в Смирну принёс 7 ноября британский монитор HMS M29.
Жители вывесили союзные, в своём большинстве греческие, флаги. Вали Айдына Нуреддин-паша, безуспешно пытался остановить проявления радости населения.
Моряки французского крейсера подняли флаг над консульством Франции. 11 декабря в порт вошёл греческий эсминец «Леон», чей экипаж поднял флаг над консульством Греции. Затем ошвартовался плавучий госпиталь «Амфитрити» Красного креста Греции, чей персонал был одет в греческие военные мундиры. В их числе был и капрал Д. Фотиадис. Формально он и его коллеги были безоружными, но в кармане у каждого был пистолет, на всякий случай:А-171.

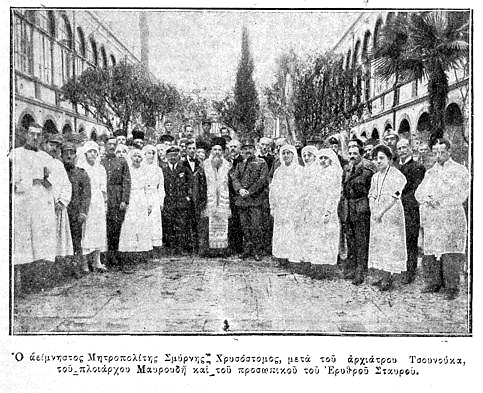
Персонал Греческого Красного Креста в Смирне. В центре митрополит Хризостом (Калафатис). Рядом с митрополитом главврач Цунукас и капитан Маврудис.

Экипаж и медицинский персонал с триумфом прошли к греческому госпиталю Св. Харлампия, женщины и дети осыпали их цветами. Миссия приступила к обустройству госпиталя.

## Греческая Смирна
1 мая 1919 года, Д. Фотиадис, «первым из смирненцев», узнал о решении союзников предоставить Смирну греческой армии и о предстоящей высадке её I дивизии. Он писал, что хотя ему было 20 лет, «молния внутри него осветила память 20 веков»:А-179.

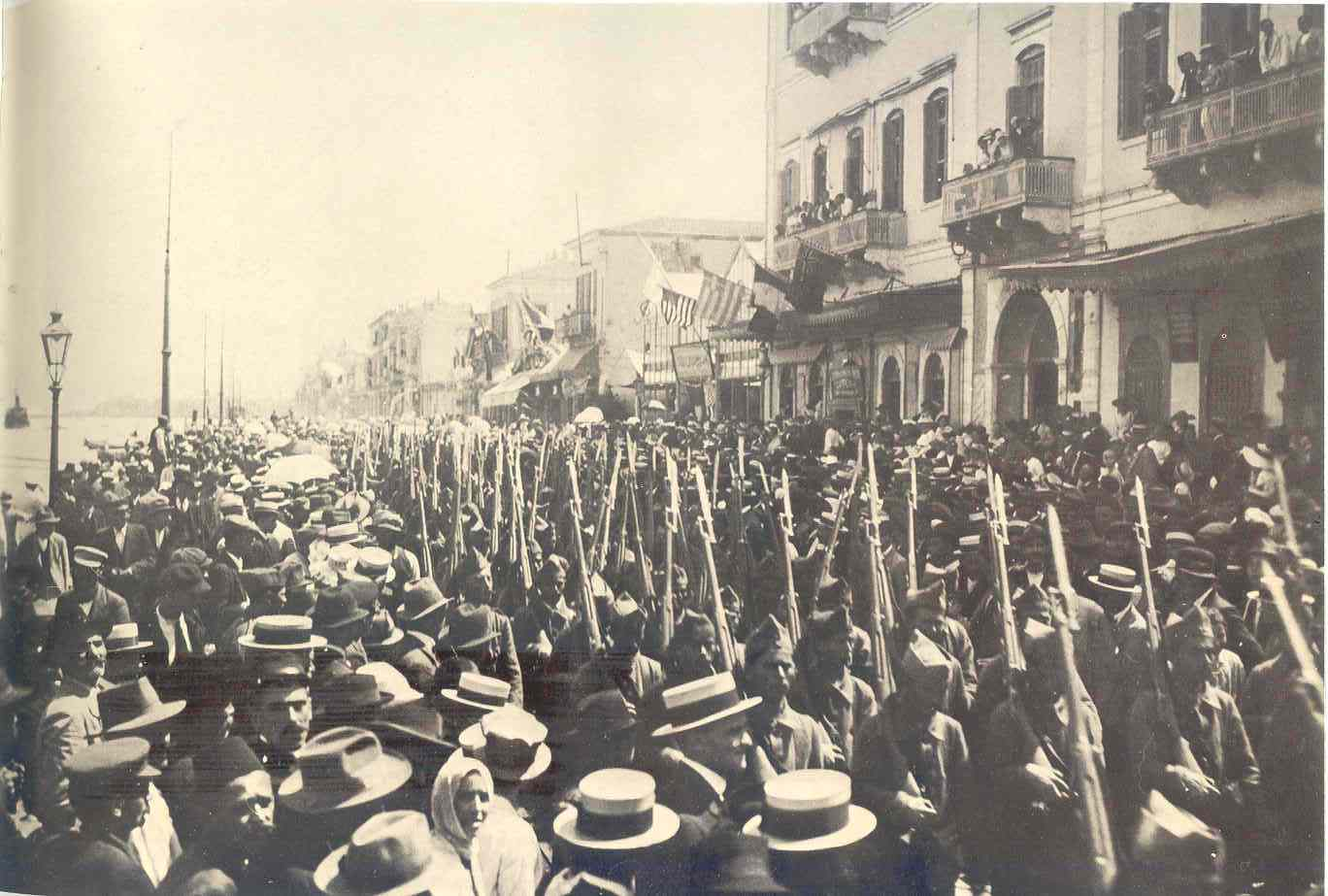
Высадка Первой дивизии в Смирне

Высадка I дивизии 2/15 мая ожидалась мирной. Но на Смирну претендовали и итальянцы, готовившие провокацию. Они вооружили лодочников и выпустили из тюрем уголовников. Когда началась высадка и население приветствовало своих освободителей, началась стрельба из лодок, а стоявшие в толпе уголовники наносили встречающим ножевые ранения. В дело включились вооружённые турецкие солдаты. IV греческий полк через час навёл порядок, пленив 568 турецких солдат. 2 тыс. вооружённых турок удалось уйти, положив начало как турецкому сопротивлению, так и зверствам против безоружного греческого населения.
К вечеру госпиталь где служил Д. Фотиадис был заполнен раненными греками и турками. Итальянские моряки принесли раненного турка подполковника. Фотиадис свидетельствует, что другой раненный турок офицер, увидев итальянцев, выкрикнул — «что вы впускаете их в госпиталь. Это они спровоцировали нас напасть на вас, обещая вмешаться»:А-181.
Воспользовавшись беспорядками, итальянцы ещё раз запросили у союзников право на оккупацию Измира, но вновь получили отказ:364.
Их готовые к занятию Смирны части высадились в Эфесе, заняли Сокью и расширили зону оккупации на левый берег Меандра, где находилось имение Фотиадисов, которое писатель более никогда не увидит. Итальянцы сделали свою зону базой турецких чет, чьи налёты на греческую зону приняли характер этнических чисток. Самым кровавым из них стал налёт на Айдын:А-183, вынудивший правительство Греции срочно усилить экспедиционную армию. Молниеносные операции греческой армии в Малой Азии потрясли создаваемые Кемалем структуры и опровергли надежды турок на его армию. Последовали массовое дезертирство турецких солдат и бегство турецкого населения в безопасную зону, контролируемую греческой армией. Д. Хортон, консул США в Смирне, пишет что турки беженцы получали помощь от греческих властей:88.
Гарольд Армстронг (Harold Courtenay Armstrong) пишет: «Побеждённые и отброшенные таким позорным образом, турки были полностью обескуражены. Солдаты начали дезертировать из регулярных войск. В сёлах стоял знакомый и усталый крик о мире».
Для греческих властей Смирна была освобождённым городом, на который распространялось законодательство Греции. Это касалось всего региона. Д. Хортон пишет, что в период греческого контроля у региона была самая методичная, цивилизованная и прогрессивная администрация в его современной истории. Он восхищался правителем Стергиадисом, который был более строг к грекам, нежели к туркам, чем снискал неприязнь первых:84.
Д. Дакин пишет, что положение турок при новой администрации в любом случае было лучше положения греков при турецкой администрации:338. Турецким учреждениям было предоставлено такое же внимание, как и греческим. Стергиадис содержал 6 турецких гимназий и 2 медресе, финансировал Техническое училище для детей мусульман:86. Греческая санитарная служба искоренила из зоны чуму и оспу, и вела войну против вшей и крыс. Уже в августе 1919 года греческая администрация открыла в Смирне филиал института Пастера.
По инициативе Венизелоса, в городе был основан «Университет Востока», для греков и турок, который возглавил Константин Каратеодори. (Университет был готов принять студентов в 1922 году, когда в город вступили турки:87).
К осени 1920 года обстановка определилась. Султан не имел власти над повстанцами. «Союзники с горсткой своих войск были также бессильны. Вокруг них, как единственная защита, стояла стена греческих войск».
Усадьба в Севдикёе была предоставлена А. Фотиадисом штабу I корпуса генерала Нидера, «при освобождении Смирны в 1919 году», как пишет Д. Фотиадис. Следствием этого жеста стало знакомство его сестры, Екатерины, с полковником Периклом Каллидо́пулосом, который на последнем этапе войны был комдивом XII дивизии. Екатерина Фотиаду — Каллидопулу (1899—1986) впоследствии стала основательницей салоникских «Лицея гречанок» и корпуса сестёр милосердия.

## Продолжение войны
Италия продолжила попытки передачи ей региона Смирны, используя заключение союзной комиссии на протесты шейх-уль-ислама империи о 4 случаях превышения мандата греческой армией. Но Севрский мирный договор 1920 года закрепил контроль региона за Грецией:340. Номинально регион оставался турецким, до решения его судьбы через 5 лет, на референдуме:16.
После военных и политических побед Венизелос решил провести выборы:A-187. «Народная партия» монархистов провела предвыборную борьбу под лозунгом «мы вернём наших парней домой» и при поддержке, значительного тогда, населения мусульман, победила на выборах ноября 1920 года:A-188.
Победа монархистов нанесла неожиданный и страшный удар политическим позициям Греции и стала роковой для греческого населения Малой Азии. Союзники предупредили, что с возвращением в Грецию короля Константина они прекратят финансовую помощь:345 и заморозят кредиты.
Возвращение короля освободило их от обязательств по отношению к Греции. У. Черчилль писал («Aftermath», стр. 387—388): «Возвращение Константина расторгло все союзные связи с Грецией и аннулировало все обязательства, кроме юридических. … когда прошло первое удивление, чувство облегчения стало явным в руководящих кругах. Не было более надобности следовать антитурецкой политике»:30.
Подпись султана под Севрским договором не означала ничего. Греческая армия вела войну в одиночку: Италия поддерживала кемалистов, Франция, решая свои задачи, стала также оказывать им поддержку.
Не находя решения в вопросе с населением Ионии, в иной геополитической обстановке, правительство монархистов продолжило войну. Правительство не могло начать обещанную перед выборами демобилизацию и решило разрешить вопрос силой.
Армия предприняла «Весеннее», а затем «Большое летнее наступление» 1921 года, нанесла туркам поражение в самом большом сражении войны при Афьонкарахисаре-Эскишехире, но турки отошли к Анкаре и правительство вновь встало перед дилеммой: что делать дальше:55-58.
14/27 июля 1921 года в Кютахье был созван «Большой Военный Совет». Правительство спешило завершить войну и решило наступать далее. 28 июля/10 августа 7 греческих дивизий форсировали Сакарью и пошли на восток.
Д. Фотиадис:82 именует этот поход «эпосом греческой армии»:А-197. Армия проявила свои боевые качества, понесла тяжёлые потери в последовавшем «эпическом сражении», где победа была близка:357, но исчерпав ресурсы и не располагая материальными и людскими резервами не смогла взять Анкару и в порядке отошла назад, за Сакарью. И в греческой и турецкой историографии отмечается, что оставшаяся без боеприпасов греческая армия была близка к победе.
Ж. Мешан (Jacques Benoist-Méchin (1901—1983) Mustapha Kemal — La mort d’un Empire (1954)) пишет: «Если бы греческая атака продержалась ещё несколько минут (!) Кемаль приказал бы отход, чтобы избежать катастрофы»:109:223.
Д. Фотиадис пишет: «тактически мы победили, стратегически мы проиграли»:115. Правительство удвоило подконтрольную ему территорию в Азии, но возможностями для дальнейшего наступления не располагало. Не решив вопрос с греческим населением региона, правительство не решалось эвакуировать армию из Малой Азии. Фронт застыл на год.

### Д. Фотиадис в период 1919—1922
В некоторых источниках имеется информация, что Фотиадис добровольцем принял участие в Малоазийском походе, однако из его мемуаров следует, что он не принял непосредственного участия в боях. Но оставаясь в тылу, в военном госпитале, и вращаясь в военных и политических кругах Смирны, он получал информацию, использованную им через полвека при написании исторического труда «Сакарья».
В течение 3 лет пребывания греческой армии в Смирне, греки и турки жили в мире. Лишь в провинции, пишет Д.Хортон, «поверхностная идиллия часто нарушалась убийством 2-3 греческих чиновников»:91.
В тыловой и мирной Смирне Фотиадис сдружился с молодым смирненским поэтом Георгием Цицеклисом, не скрывая однако и своего интереса к его сестре, Пати. Вокруг Цицеклиса и Фотиадиса образовался круг молодых смирненских литераторов.
С началом похода на Анкару, Цицеклис ушёл добровольцем в армию, но и ему не пришлось воевать: после ухода номинальных итальянских союзников, полк куда был зачислен Цицеклис был отправлен в регион устья Менандра, для прикрытия, на всякий случай, правого фланга армии.
Именно тогда (1921, за год до Малоазийской катастрофы) Д. Фотиадис в последний раз побывал в Эфесе, где вёл раскопки греческий археолог Г. Сотириу (1880—1965).
Здесь же он в последний раз видел своего друга.

## Смирна в огне
Командование армии осознавало реальное положение и письмом генерала А. Папуласа информировало правительство, что после девяти лет непрерывных войн требуется завершение похода (см. политический выход из тупика):158.
Позиционируя себя победителями, монархисты не могли отступить. Армия продолжала удерживать фронт «колоссальной протяжённости, по отношению к располагаемым силам», что согласно А. Мазаракису, кроме политических ошибок, стало основной причиной последовавшей катастрофы:159.
Даже там, где плотность была большей, между дивизиями были бреши до 30 км:159.
Наступление 16 турецких дивизий началось 13/26 августа. Турки без труда вклинились между I и IV греческими дивизиями:174.
Греческое продвижение на восток, в течение 3 лет, носило чисто военный характер и, в меру возможного, не коснулось гражданского населения, а отношения между греками и турками на занятой греческой армией территории имели относительно мирный характер:91.
Напротив, турецкое наступление означало начало широкомасштабной этнической чистки. Это подтверждается тем, что за всю войну греческая армия потеряла убитыми 25-50 тыс. человек, в то время как несоизмеримые потери греческого гражданского населения колеблются между 600 и 700 тыс. человек убитыми:A-218.
Геноцид греков (в другом чтении этническая чистка) достиг своей кульминации в Смирненской резне.
После ухода армии из города, греческая администрация пыталась организовать цивилизованную передачу власти:154:84-92.
Вступление турок в город ожидалось 9 сентября. Греческие жандармы продолжали патрулировать на улицах, соблюдая порядок. Хортон пишет что они заслужили доверие всех жителей Смирны. Некоторые дипломаты даже просили союзного комиссара оставить жандармов, до принятия власти турками, под гарантию союзников для беспрепятственного отбытия:115
Д. Хортон принял митрополита Смирны Хризостома и сопровождавшего его митрополита армян, за несколько часов до кончины первого. «Тень смерти лежала на его лице». Иерархи не коснулись нависшей над ними опасности, их интересовало только если можно что либо сделать для спасения жителей Смирны:126. Хризостом отказался покинуть город, как ему советовал митрополит католиков, и отказался от убежища в консульстве Франции говоря: «Я пастырь и моё место вместе с моим стадом»:127.
Он отправился в сопровождении турецких солдат в мэрию, где Нуреддин-паша отдал его на растерзание черни. Дакин пишет, что «митрополит Хризостом не выжил, чтобы увидеть печальные последствия французской и итальянской дипломатии. Он умер мучеником, от пыток Нуреддина»:356.
Согласно Д. Хортону, Кемаль был полон решимости искоренить навсегда христианское население Малой Азии. В его планах город подлежал резне, начиная с армян, что, согласно Хортону, «доставляет особенное удовольствие туркам». После чего (греческий) город должен быть сожжён и всё мужское население отправлено маршем смерти вглубь Азии:109.
Последние греческие солдаты ушли из города 8 сентября. Пожар в Смирне, при благоприятном для турок ветре, начался с армянского квартала 13 сентября, то есть город был в руках турок целых 5 дней до начала пожара:110.
До 5 тыс. армян заперлись в церкви Св. Стефана и не сдавались, зная что их ожидает. Храм был подожжён турками и выходившие из него расстреливались:38.
После чего были сожжены все греческие церкви, включая символ православной Смирны, храм Св. Фотини, как и весь греческий город:А-212.
Последовавшая резня происходила на виду союзных кораблей, стоявших на якорях в сотнях метров от набережной, при том что «взрыв одного холостого снаряда, выпущенного с них на турецкий квартал города, отрезвил бы турок»:140.
Хортон пишет, что только разрушение Карфагена римлянами может сравниться с разрушением Смирны. Но в Карфагене не было христианских кораблей, наблюдавших безучастно за резнёй:197.
Адмиралы союзников не только наблюдали безмятежно за резнёй, но французский адмирал извинился за задержку на банкет Нуреддина, «по причине того, что пропеллер его катера был заблокирован плавающими трупами»:18.
Резня в Смирне коснулась не только её жителей. Сюда стеклись десятки тысяч беженцев со всей Ионии, в надежде на то, что турки не посмеют начать резню под дулами орудий союзных кораблей, и что в крайнем случае их переправят на греческие острова:A-209:292.
Консульство США оценивало, что одних армян было убито 25 тыс., число убитых греков превысило 100 тыс.:157.
Согласно Лиги Наций, число погибших в последовавших маршах смерти, включая женщин и детей, превышает 50 тыс., что Хортон считает консервативной оценкой:151.
Резня в Смирне и регионе была не только истреблением коренного населения, но сопровождалась грабежами и разрушением православных армянских церквей и кладбищ:A-213.
Резня в Смирне была бо́льшей трагедией, нежели падение Константинополя в 1453 году. При всех зверствах осман, Мехмед II не позволил сжечь Константинополь и Храм Святой Софии:А-216.
Мустафа Кемаль преследовал другие цели. Огнём, резнёй, изгнанием коренного населения он поставил себе целью выкорчевать всё греческое из Малой Азии, включая греческую историю и характер Смирны:А-211

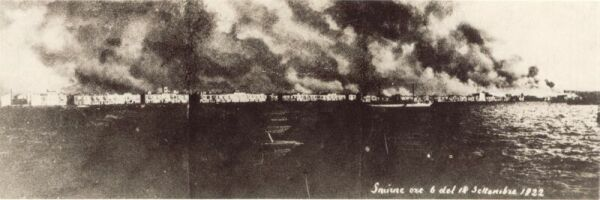
Горящая Смирна

### Свидетель резни и сожжения родного города
За месяц до турецкого наступления Д. Фотиадис заболел гепатитом и был переведён во временный военный госпиталь, в действительности склад, ставший госпиталем из-за большого числа раненных. Отец, А. Фотиадис, накануне турецкого наступления, уехал в Вену, где должен был оперироваться. Как и тысячи других жителей города, 24 летний Д. Фотиадис питал иллюзии что переход города в руки турок был возможен без резни. Он решил не уходить с отступающими частями и остаться в родном городе, вместе с матерью, сестрой и её ребёнком.
17 августа он уехал в пригород Вудзас (Buca), чтобы обсудить ситуацию со своей тётей. По возвращении в Смирну он увидел что пессимизм населения сменился энтузиазмом — распространились слухи, что три корпуса греческой армии соединились. Он решил перепроверить информацию и попросил сестру пригласить в дом друга её мужа, генерала Г. Афанасиадиса:А-205.
Тот не оставил им никаких надежд, настаивая на том что сестра с ребёнком должна уехать как можно быстрее, обещая обеспечить ей паспорт на отъезд, поскольку правительство, предвидя прорыв фронта, провело в парламенте закон «о запрещении нелегальной перевозки лиц и групп в порты Греции из-за границы», препятствуя бегству населения, чтобы не создавать кризис с наплывом беженцев в Греции:A-206:101.
Фотиадис решил остаться с матерью и присмотреть за домом. Генерал счёл решение неразумным, но не стал отговаривать. 24 августа Фотиадис посадил сестру с ребёнком на пароход:А-208.
С 24 августа по 26 августа через город проходили отступающие к Чешме части и разрозненные группы солдат. 26 августа / 7 сентября из Смирны ушли греческие корабли «Лемнос» и «Килкис», «Элли», «Аспис», «Сфендони» и «Наксос». При их отходе, оркестры союзных кораблей «Кайо Дуилио», «Вальдек-Руссо» и «Эрнест Ренан», соблюдая союзнический военный этикет, исполняли национальный гимн Греции, что вызывает горькую иронию Фотиадиса и других греческих историков:А-208.
26 августа, за 24 часа входа турок в Смирну и будучи свидетелем ухода разрозненных частей к Чешме, Фотиадис увидел «странную картину». Перед ним, парадным шагом, прошёл взвод под греческим и армянским флагами. Фотиадис пишет: «Я встал и смотрел на них пока они не отдалились»:А-133.
Утром 27 августа, идя по улице параллельной набережной, изредка встречая отставших греческих солдат, он услышал звук подков приближающейся кавалерии. Он вернулся домой и, вместе с матерью и служанкой, для безопасности, перебрался в дом друзей на набережной. В город вступила турецкая кавалерия и полк пехоты. Все церкви, школы, площади и стадионы «Паниониоса» и «Аполлона» были забиты беженцами, которые питали иллюзии, что на виду союзных кораблей они в безопасности. 28 августа в город вступила I армия Нуреддина, который первым делом свёл счёты с митрополитом Хризостомом:А-209.
Фотиадис свидетельствует, что резня началась 29 августа, начиная с армянского квартала. 30 августа, наблюдая с крыши, он видел людей пытавшихся в своём отчаянии доплыть до союзных кораблей:А-210.
31 августа он увидел 3 очага огня в армянском квартале, по флагу консульства Голландии определил, что ветер изменил направление и будет гнать огонь к христианскому городу. Фотиадис пишет, что «и оптимисты осознали, что турки сознательно сжигают город». Он видел как пламя поглотило символ православной Смирны, храм Св. Фотини:А-211.
В каменных зданиях Смирны, в силу сейсмичности, широко использовалось дерево, что способствовало распространению огня. Жители уже не могли прятаться в своих домах и перед угрозой сожжения высыпали на набережную. Здесь образовались две группы, каждая из которых насчитывала десятки тысяч людей — одна бежала к Пунте, другая к Карантину. Вторая была полностью истреблена турками. Фотиадис с матерью и служанкой были в первой. Но турки перекрыли путь к Пунте и они юркнули в дом консула Швеции, где увидели обеспокоенных резнёй итальянских офицеров. У итальянцев были автомобили и грузовик, на которые они забрали всех кто был в доме. Видя итальянских офицеров турки пропустили автомобили. Дорога была усыпана телами убитых, деревья были увешаны повешенными. В Кордельо́ (ныне Каршияка), в 11 км к северу от Смирны, итальянцы оставили своих пассажиров:А-212.
Утром 1 сентября, Фотиадис видел на расстоянии из Кордельо как горела гостиница Краймера (дом его деда), Клуб охотников, Кафе де Пари, греческий клуб «Спортинг», консульство Франции, театр. Фотиадиса и его мать приняли в свой дом незнакомые люди, куда через 2 часа ввалились турецкие солдаты и офицер. Мать предусмотрительно получила в консульстве Франции паспорт, поскольку отец был французским гражданином, куда были внесены и фотографии Фотиадиса и служанки. Ей также дали 3 значка с флагом Франции. Возраст Фотиадиса и его короткая стрижка вызвала подозрения турок. По глупости он всё ещё прятал в заднем кармане пистолет. Однако непрестанное «франсе, франсе» матери, вместе с его практическим незнанием турецкого языка спасло обстановку, турки оставили их в покое. Лишь вечером он выбросил пистолет в море, и, как писал Фотиадис, «завершил войну с Кемалем». По стечению обстоятельств, напротив дома в Кордельо где они находились встал буксир. Буксир принадлежал греку, но на борт брал только за большие деньги. Мать настояла на том что он должен уйти с буксиром, но сама отказалась подняться на борт — я старуха, что с меня взять. Перегруженный маленький буксир, с 80 пассажирами на борту, в основном женщин и детей, покинул Кордельо. Фотиадис навсегда покинул свой родной город:А-216.

## Конец Севдикёя
История и география выпестовали разные по характеру группы греческой нации. В отличие от понтийцев, которые в десятилетие гонений создали отряды самообороны и партизан, чему способствовала и география Понта, греки Ионии были более мирными людьми. Хортон пишет, что они всякими средствами старались избежать мобилизации в греческую армию. Он пишет, что если бы они были более воинственными и сотрудничали с греками континентальной Греции, им бы удалось удержать линию фронта:151.
Эпизод Севдикёя опровергает утверждение Хортона. 300 жителей села (из 8 тыс. довоенного населения) выпрашивали, а то и отнимали у отступающих солдат оружие. Им было легко выбраться на соседний Хиос, но они были полны решимости остаться и умереть на родной земле. Они 3 дня успешно обороняли село от осадивших его турок, пока последние не подвезли артиллерию и не расстреляли село и его защитников:A-19.
После героической смерти защитников села, турки сожгли Севдикёй. Проклятое и сожжённое ими село не населялось до конца века:A-20
Встретив в 1980 году земляка, посетившего Севдикёй, Фотиадис с ностальгией заявил что он хотел бы увидеть село и дом своего детства. На что получил ответ — там нечего делать, там не осталось души, одни призраки и слёзы:А-20.

## Конец Буюкли
Судьба Буюкли была не столь героической, но не менее трагической.
Большинство жителей Буюкли и окрестных сёл погибли в маршах смерти, из 5 тыс. женщин и детей дошли до Мерсина 800:А-57.
Выжившие жители села были в дальнейшем расселены в Центральной Македонии, в селе Ватилакос, на полпути от Салоник до границы с Югославией.
Собирая информацию для своих исторических работ, Фотиадис посетил Ватилако в 1973 году, где старуха Аргиро, узнавшая в седом писателе Димитриса с велосипедом, спела ему плач о Буюкли:
Забрали наших мужиков
Детей забрали наших
И Смирну нашу вырвали
Младенцем из объятий матери

## Беженец
Вечером 5/18 сентября, буксир на котором он навсегда покинул лежащую в руинах греческую Смирну прибыл на Лесбос. Митилини, его улицы, площади, церкви, был забит тысячами спасшихся от плена и резни.
Незнакомые люди делились с ним последним куском хлеба. Один и без багажа он получил место на пароходе идущего в Пирей — стоя сутки на палубе. По прибытии он поехал в Афины, где жил его дядя Янгос. Его приняли как вернувшегося с того света, сам он ограничился фразой «Смирны больше нет»:В-11.
Дом дяди был забит земляками из Севдикёя — несколько семей расположились под лестницами.
В надежде что мать могла оказаться в числе десятков тысяч эвакуированных американским пастором А. Дженнингсом беженцев, Фотиадис исходил Пирей, включая забитый беженцами городской театр, где в каждой ложе в условиях антисанитарии жило 2-3 семьи. Фотиадис пишет что сцена театра никогда не знала такой трагедии:В-12.
Малоазийская катастрофа привела к восстанию армии и низложению короля Константина. Восставшие вступили в столицу и жители, включая Фотиадиса, рукоплескали возглавлявшему их полковнику Пластирасу. На что тот выкрикнул «что вы рукоплещете, мы не победители, мы потерпевшие поражение»:В-14.
Вскоре Фотиадис получил сообщение от сестры из Салоник, что к ней приехал отец из Вены и, в числе последних беженцев, мать. Он нашёл их в снятом ими домике, с столом и 5 разбитыми стульями — спали на досках и ящиках. Вскоре наступила суровая зима, сосульки в доме свисали сталактитами, семья грелась вокруг мангала. Никакого просвета для когда то одной из самых богатых семей Ионии не вырисовывалось:В-14 и, перезимовав в Салониках, в 1923 году семья переехала в Афины.
Спирос Кумундурос, муж умершей к тому времени тёти Пенелопы, предложил им свою дачу на полуострове Кастелла Пирея:В-19

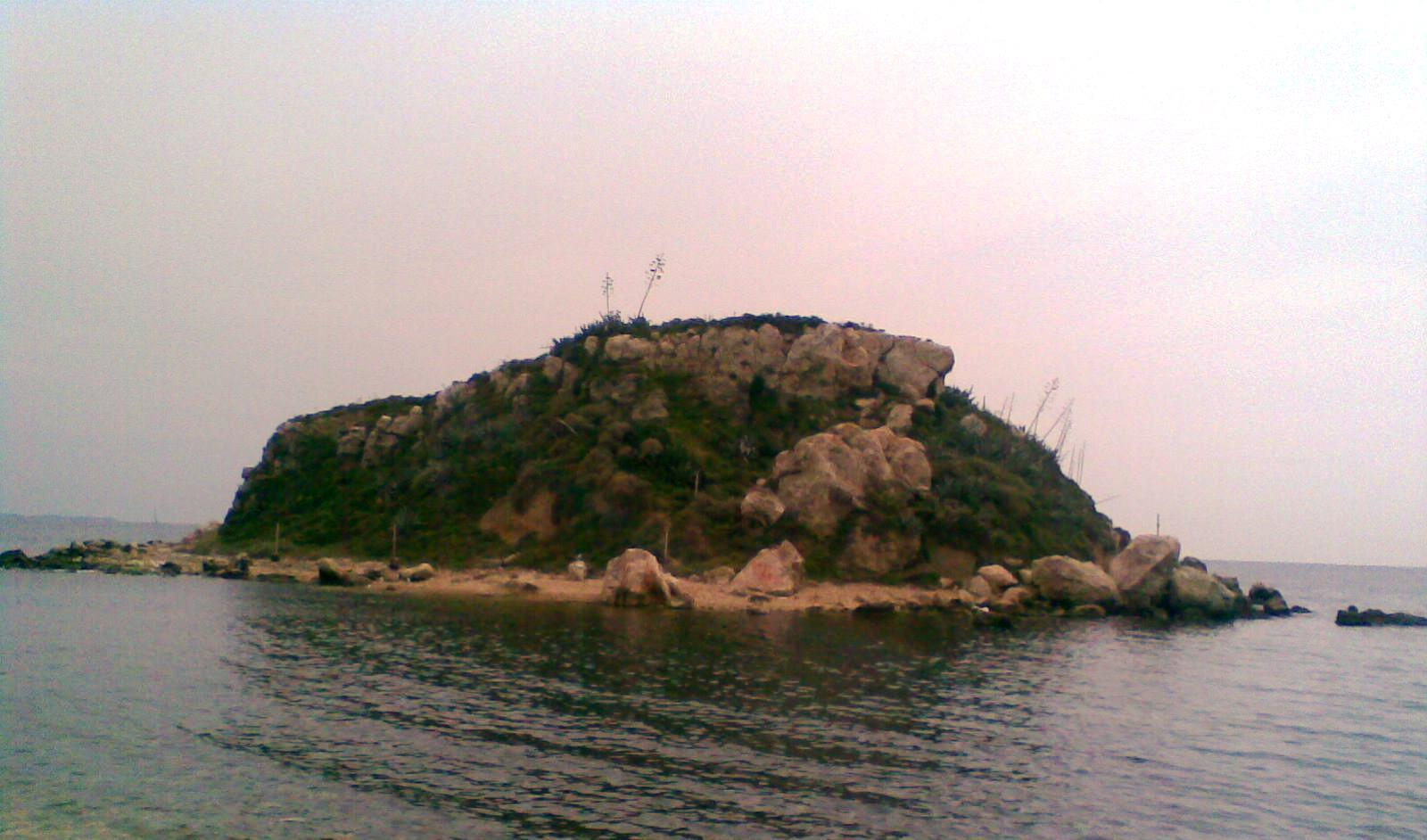
Островок Кумундуроса.

После пережитого, двухэтажный дом с двумя верандами с видом на Саронический залив и Гимет предоставил им кратковременную идиллическую жизнь. В залив Микролимано у подножия полуострова тогда ещё заплывали белобрюхие тюлени. Идиллию молодого Фотиадиса дополняли две русские девушки из семьи белоэмигрантов, с которыми он купался напротив островка Кумундуроса, что являлось вызовом для общества ещё не привыкшего к смешанным пляжам. Скандал усугублялся тем, что одна из сестёр как правило купалась нагой:В-20.
Фотиадис обнаружил по соседству и скуплялся у земляков беженцев, чья лавка носила характерное философское имя «И это пройдёт»:В-21.
Сам он без успеха попытался разрешить финансовые проблемы в казино гостиницы «Актеон».
Отец, по своему обыкновению, начал раскопки на полуострове, утверждая что в древности здесь была крепость, вызвав интерес газет и Афинской академии.
Но для обеспечения какого либо дохода он организовал птицеферму с инкубатором. После первоначального успеха, ферму поразила куриная чума — «не осталось и пёрышка»:В-22.

### Пати
Фотиадис нашёл в Афинах сестру своего смирненского друга Цицеклиса, Пати, которая стала сестрой милосердия в госпитале «Эвангелизмос». Ей предоставили комнату, где собирались молодые литераторы из Смирны, решившие создать литературное общество.
После Лозаннского мирного договора (июль 1923) и возвращения выживших пленных, Пати узнал о судьбе брата.
Георгий имел несчастье служить под командованием «бестолкового» полковника Зегиниса, чей забытый полк оставался без дела в устье Менандра. Не пытаясь переправить полк на близлежащий Самос, Зегинис три дня искал турок чтобы сдаться. Георгиос Цицеклис, вместе с другим смирниотом, зная что уготовано турками малоазийцам, покончили жизнь взаимными одновременными выстрелами.
Узнав о судьбе брата, Пати впала в меланхолию. Пытаясь отвлечь её внимание, друзья засыпали её книгами. Фотиадис дал ей книгу Бранд Ибсена, которую она вернула с одной только подчёркнутой фразой: «всё или ничего»:В-23. После чего она сделала себе укол морфина большой дозы, «в дорогу в ничего». Свои чувства по поводу смерти Пати Фотиадис скупо выразил фразой «ещё одна малоазийская трагедия»:В-24.

## Primum vivere deinde philosophari
Условия жизни семьи Фотиадисов не шли ни в какое сравнение с нищенскими условиями в которых жили сотни тысяч обездоленных малоазийских беженцев. Однако и у Фотиадисов не было ни средств, ни времени, чтобы посвятить себя литературной деятельности и они были вынуждены следовать латинскому изречению «Прежде жить, а уж затем философствовать».
В смирненском Кордельо́ жил голландец брокер Генрих Ван дер Зее (Heinrich Van Der Zee), чей дом сегодня превращён турками в ресторан.
Ван дер Зее естественно знал Фотиадисов, тем более что в его морском агентстве в Пирее директором был дальний родственник матери Д. Фотиадиса.
Запечатав на будущее свои литературные труды, Д. Фотиадис согласился на работу в агентстве, где вёл его переписку в течение шести «худших лет его жизни», как он писал позже.
Он чувствовал, что эта работа душит его, он перестал читать и прекратил любые отношения с литературой и искусством. Он пишет что это были худшие годы его жизни, несмотря на то что в этот период он женился и на свет появилась «единственная его радость, дочка Эфи»:В-27.
Через год умер Спирос Кумундурос, который завещал дом в Кастелле своему племяннику, поэту и политику Александросу Эмпирикосу (1898—1980). Тот сразу, предъявив Фотиадисам задним числом большую сумму за проживание, выселил их из дома. Семья переселилась в Киприаду.
Однако положение отца улучшилось: будучи гражданином Франции, он получил мизерную, по сравнению с реальной их стоимостью, компенсацию за имения оставленные в Ионии, но значительную для его положения на тот момент сумму.
Часть этих денег он потратил на строительство дома в Киприаду.
На литературных вечеринках в этом доме встречались поэтесса Афина Тарсули (1884—1975), писательница фольклористка Ангелики Хадзимихали (1895—1965), театральный писатель и критик Николаос Ласкарис (1868—1945), политик и писатель Георгиос Афанасиадис Новас (1893—1987), театральный писатель Димитрис Богрис (1890—1964), поэт и театральный писатель Ангелос Симириотис (1873—1944).
Но Д. Фотиадис оставался в отчаянии от своей жизни и в июле 1929 года, после очередного посещения Акрополя и вызванных им философских размышлений, решился подать в отставку — будь что будет.

### Несостоявшийся член парламента
4 июля 1928 года Венизелос вернулся в Грецию, возглавил правительство и назначил выборы на 19 августа. Он начал кампанию с Салоник, где губернатором Македонии был назначен генерал Каллидо́пулос муж сестры Д. Фотиадиса.
Каллидопулос принял Венизелоса в губернском здании, где премьер познакомился с Д. Фотиадисом и спросил о его интересах и предложениях. Фотиадис ответил, что его интересует творческое включение обездоленных беженцев в тело нации.
Премьер позаботился занести Фотиадиса в список кандидатов в парламент, но «к счастью» изменил решение, встретив возражение местных политиков. «К счастью», пишет Фотиадис, потому что политика могла бы истребить его желание посвятить себя литературе.
Поскольку беженцы не могли вернуться к своим очагам, Венизелос объявил о смерти Великой идеи и заявил, что нация должна продолжить свою жизнь в мире с соседями, на востоке и на западе:В-43.
Однако, как пишет Фотиадис, надежды Венизелоса не оправдались, подписи турок под Лозаннскими соглашениями были попраны: из 250 тыс. греков Константинополя сегодня в городе остались только 8 тыс. Напротив, 70 тыс. оставленных во Фракии мусульман сегодня насчитывают 120 тыс. человек:В-44.

## Рождение театрального писателя
После своего ухода из морского агентства, Д. Фотиадис запросил у матери оставленные у неё работы. То что он увидел не обрадовало его — он порвал все свои работы за исключением одной: пьесы «Маня Витрова», где героиней была русская революционерка умершая в Петропавловской крепости.
На одной из вечеринок мать заявила гостям, что в семье не только муж поэт, мой Димитрис пишет театральные пьесы. Гости заинтересовались и отправили копии «Мани Витровой» на конкурс филологического клуба «Парнассос».
В день оглашения результатов Фотиадис сидел на задних сиденьях, в то время как драматург Т. Синодинос информировал публику, что большинство работ недостойны конкурса и смеха ради зачитывал цитаты из них. Жюри единогласно отметило «Маню Витрову», будучи уверенным в том, что это опытный писатель, проживший много лет в России. Публика впервые слышала имя Д. Фотиадиса.
В следующем 1932 году пьеса вышла отдельной книгой. В мае 1934 года пьеса была поставлена В. Ротасом, что стало началом их многолетней дружбы. Ротас был основателем «Народного театра Афин» (1930—1937), который был закрыт с установлением в стране в 1936 году диктатуры генерала Метаксаса.
Фотиадис также получил восторженный отзыв Фемистокла Афанасиадиса Новаса (1896—1961):В-31.
Одновременно с «Маней Ветровой» (1931), Фотиадис получил приз на конкурсе художественного клуба «Ателье» за свою пьесу в одном акте «Очарованная скрипка».

## Попытка переворота 1935 года
Попытка переворота 1935 года имела неприятные последствия для Фотиадиса.
В январе 1935 года он послал в Национальный театр, как он пишет, «вероятно свою лучшую пьесу» «Феодору» и в феврале получил от директора театра Янниса Грипариса (1870—1942) сообщение о намерении поставить пьесу. Он предстал перед жюри, в состав которого, кроме Грипариса, входили Г. Ксено́пулос, П. Нирванас и С. Мелас (1882—1966). Последний имел возражения, считая что пьеса высмеивает «священных для нас» византийских императоров.
После попытки переворота, венизелист Грипарис был смещён и на его место был назначен Ангелос Влахос (1915—2003), который заявил Фотиадису что пьеса не будет поставлена — «сожалею, но сейчас когда реставрирована монархия, я не могу поставить пьесу высмеивающую царей». Пьеса была поставлена лишь в 1945 году:В-51.

## В годы диктатуры Метаксаса
Ещё будучи клерком в агентстве Фотиадис купил участок земли в пустынном и далёком тогда пригороде Эллинико. Он поставил летнюю хижину, после чего его отец построил там дом. Эллинико вскоре (1929) стал муниципалитетом, в котором Фотиадис был прописан до конца своей жизни:В-59.
На новом месте образовалась компания, в которую входили профессор Х. Теодоридис (1883—1957), философ Я. Имвриотис (1898—1979), писатель константинополец Т. Кастанакис (1901—1967), педагог Р. Имвриоти (1898—1977):В-61.
Между тем список запрещённых цензурой книг насчитывал уже 445 книг греческих писателей, включая книги А. Пападиамантиса и А. Каркавицаса:В-69.
Кроме коммунистов, настроенные против диктатуры греки создали две организации, под одним и тем именем — «Филики Этерия», на Крите и в Афинах. Компания интеллигентов в Эллинико имела контакты с афинской Этерией. Когда 29 июня 1938 критская Этерия организовала восстание в Ханья, антидиктаторская группа Эллинико, в которой состоял Фотиадис, решила что население Афин стихийно последует за Критом и собралась на центральной площади Синтагма. Однако к ночи стало ясно что Афины спят и, напившись кофе, компания разошлась по домам:В-72.

## Поколение тридцатых
Предтечей «Движения поколения 30х» стала «Этерия театрального сотрудничества», которая сформировалась в доме сценариста Сократиса Карандиноса (1906—1979) вокруг его «Новой драматической школы».
Общество воглавил триумвират Карандинос, Фотиадис и П. Кацелис (1907—1981), который зарегистрировал его 25 июля 1936 года, за несколько дней до провозглашения диктатуры генерала Метаксаса:В-75.
Среди учредителей были ставшие известными впоследствии писатели И. Венезис, А. Терзакис, Д. Фотиадис, театральный режиссёр К. Кун, художник С. Папалукас и др
Фотиадис стал генеральным секретарём общества:В-76.
С начала деятельности «Этерии театрального сотрудничества» его учредители убедились в необходимости издания собственного журнала, на что у них не было необходимых финансов. Вопрос был разрешён щедростью отца Фотиадиса.
«Этерия» решила выкупить закрывшийся еженедельный журнал «Неоэллиника граммата» Константина Элефтерудакиса (1877—1962). Отец Фотиадис был дружен с Элефтерудакисом и предложил ему выкупить журнал. Тот счёл это пустым делом, но уступил. А. Фотиадис выплатил 100 тыс. драхм, и, будучи директором формально, оставил инициативу молодёжи.
Однако установление диктатуры 4 августа создало диллему — нужен ли журнал в этих условиях цензуры:В-77.
Первый номер журнала вышел 5 декабря. В общей сложности вышло 228 номеров:В-78.
Через журнал прошли десятки ставших известными писателей и художников, с которыми Фотиадис связал себя дружбой: Яннис Скарибас (1893—1984), чьи оценки Освободительной войны (1821—1829) повлияли на исторические труды Фотиадиса:В-84, поэт Н. Каввадиас:В-86, константинополец писатель Трасос Кастанакис (1901—1967):В-88, земляк из Ионии, художник и иконописец Ф. Кондоглу, чьи портреты писателей журнал публиковал и в мастерской которого Фотиадис был частым гостем:В-89, константинополец писатель Йоргос Теотокас (1906—1966), писательница Лили Яковиду (1902—1985), киприот поэт и бывший наркоман Т. Антиас (1903—1968), который посвятил Фотиадису стихотворение, писатели С. Миривилис, мосхонисиец С. Дукас, айвалиот И. Венезис, поэт Г. Кодзюлас, Д. Глино́с (1882—1943) преподавший до разрушения Смирны в греко—германском лицее Янникиса, где учился Фотиадис:В-93.
Глино́с был заключён в тюрьму и вышел в 1939 году, после чего печатался под именем Д. Александру. Фотиадис писал в своём журнале восторженную критику по поводу «неизвестного ему» Александру:В-93.
А также: Октавий и Мелпо Мерлье у которых жена Фотиадиса изредка утоляла свой голод когда он был в ссылке в конце 40х, смирненец Космас Политис (1888—1974), для которого Смирна до 1914 года была идиллией:В-109, уроженка Айдына Д. Сотириу, писательница Лилика Наку (1904—1989), историк Янис Кордатос (1891—1961), который также учился в лицее Яникиса в Смирне и в 1922-24 годах был секретарём Социалистической рабочей партии, и которого Фотиадис именует «апостолом исторического материализма».
Накануне 4 августа 1938 года, двухлетнего юбилея режима, власти пригласили всех издателей, и попросили их «добровольно и спонтанно» написать посвящения режиму.
Фотиадис подумал закрыть журнал, но не уступить требованию диктаторских властей, но потом решил высмеять диктатуру. До того он и слова не написал на кафаревусе. Фотиадис опубликовал свой панегирик, написанный на столь витиеватой и непонятной никому кафаревусе, что вызвал восторги посвящённых. Т. Бардлас заявил Фотиадису, что он расстрелял бы его за эту нелепость. На что Фотиадис ответил — ничего не будет, они тупоголовые:В-125.

## Итальянское вторжение
После занятия Албании итальянцами Метаксас пытался избежать войны. Он находил понимание у посла Италии в Афинах Э. Граци, также пытавшегося избежать войны между, как он писал, «Двумя благороднейшими странами мира, которым человечество обязано всем, чем располагает в духовной сфере». Последовал ряд итальянских провокаций, кульминацией которых стало потопление «неизвестной» подлодкой старого греческого эсминца «Элли» в день православного праздника Богородицы 15 августа. Это «гнусное преступление», писал позже Граци, «создало по всей Греции атмосферу абсолютного единогласия… Муссолини достиг действительного чуда: греки были разделены. Его политика объединила их». 20 августа, как упреждающая мера Греции, была занята полоса в 20 км вдоль албанской границы, демилитаризованная в 1939 году как жест нейтралитета.
27 октября Граци получил текст ультиматума, для вручения 28 октября в 3 часа ночи, дав правительству Греции 3 часа на ответ. «Чувствуя отвращение к собственной профессии», за то что «долг сделал его соучастником подобного бесчестия», Граци предъявил ультиматум Метаксасу, в его доме.
Генерал прочитал ультиматум и печальным, но твёрдым голосом ответил на французском «Ну что ж, это война!» (фр. Alors, c'est la guerre!. Ни Муссолини, ни оккупированные страны Европы, склонившие голову перед фашизмом, не ожидали этого ответа от маленькой страны. Андре Жид, обращаясь к К. Димарасу как представителю Греции, говорил: «Вы представляете для нас пример мужественной добродетели и реального достоинства. И какую благодарность и восхищение вы вызываете, поскольку вы, в очередной раз, дали всему человечеству веру, любовь и надежду».

### ОХИ
Журнал вышел с передовицией Фотиадиса, под заголовком «НЕТ» (ΟΧΙ). Сегодня Греция отмечает ежегодно начало войны как «День Охи» (День «Нет»).
Уроженец Смирны, историк А. Деспото́пулос (1913—2004) писал, что это была первая статья под подобным заголовком:В-142. Сам Фотиадис не претендовал на отцовство этого исторического ответа — это был ответ всей нации, что было отражено во всех статьях этого выпуска. Фотиадис писал: «не трусьте перед опасностями войны, потому что счастье находится в Свободе, а Свобода в мужестве. Если смерть кажется нам меньшим злом, это потому что в опасности находится наше человеческое достоинство»
Теотокас писал: «склоняемся к нашему сознанию, к корням нашего племени». Кастанакис писал: « Мы есть марш Свободы в веках. Вместе с нами шагает история. Мы есть те самые непредвиденные, кототорые съедают тиранов». Сикелианос писал: «Пусть идут, пусть идут. Мы ждём их».
И здесь же четверостишие К. Паламаса:
Величие народов
Не мерится гектарами
Огнём сердец измеряется
И кровью
Фотиадис и его коллеги подписались под воззванием к интеллигенции Европы, но впоследствии он писал: «мы воевали одни в континентальной Европе против фашизма»:В-144.

## Немецкое вторжение
Греческая армия отразила нападение Италии и перенесла военные действия на территорию Албании. Это была первая победа стран антифашистской коалиции против сил Оси.
Итальянское весеннее наступление марта 1941 года в Албании показало, что итальянская армия не могла изменить ход событий, что делало вмешательство Германии для спасения своего союзника неизбежным.
Германская армия, вторгшаяся в Грецию из Болгарии 6 апреля 1941 года, не смогла с хода взять Линию Метаксаса. Но дивизии вермахта, совершив обход, пересекли болгаро-югославскую границу 8 апреля и, не встретив здесь серьёзного сопротивления, вышли через практически неприкрытую греко-югославскую границу к Салоникам, отсекая группу 4-х дивизий Восточной Македонии от основных сил греческой армии, сражавшейся в Албании против итальянцев.
60-тысячный британский корпус, занявший в марте 1941 года вторую линию обороны, вдали от фронта в Албании и возможного театра военных действий на болгарской границе, как и предвидели некоторые греческие генералы, лишь провоцировал вторжение и начал отступать.
В этой обстановке, когда основные силы греческой армии оставались в Албании, а союзные отступали, дорога на Афины была для немцев по сути открытой.

### Бегство в Египет
В передовице последнего номера журнала, 12 апреля 1941 года, под заголовком «Эллада это идея», Фотиадис писал: «Германская нация 80 млн, без зазрения совести внезапно атаковала 8 млн народ, который победоносно воевал против 45 млн империи. …Победителем в Фермопилах был не Ксеркс, а Леонид, из пепла Месолонгиона воскресла наша Свобода».
И далее: «Мы не примем вашей тьмы. …Нет в наших краях туманов, есть голубые моря и прозрачные небеса».
16 апреля С. Миривилис, ветеран Первой мировой войны, имевший знакомства в высших военных кругах, принёс весть что на пути немцев к Афинам нет сил способных остановить их.
Корабли флота получили приказ перейти в Египет для продолжения войны. Это вызвало идею у четы Фотиадисов также выбраться туда, тем более что жена, Катина Ласкари, родилась в Египте и имела там братьев и дядю:В-151.
Мать Фотиадиса воспротивилась их намерению взять внучку в опасный путь, тем более что «люфтваффе» бомбила все суда в акватории Эгейского моря, включая плавучие госпитали. Но и пережившие Смирненскую резню Фотиадис и его мать, недооценили того что может означать немецкая оккупация — как никак европейский народ.
Позже Фотиадис писал в своих мемуарах, что просит прощения у греческого народа за то, что не остался в Отечестве бороться против оккупантов, а также у дочери пережившей ужасы оккупации без родителей:В-152.
При содействии Британского института в Афинах, чета Фотиадисов была принята на борт польского грузопассажирского парохода «Варшава». Позже Фотиадис узнал, что судно было полно боеприпасов, выгрузку которых англичане сочли бесцельной. Среди 600 пассажиров, австрийских антинацистов, англичан, американцев, югославов и евреев из разных стран, греков было немного: промышленник П. Бодосакис с женой австрийкой и корреспондент The New York Times Седжуик, с женой гречанкой, с которым судьба вновь сведёт Фотиадиса когда он будет оправлен в ссылку в 1947 году:В-153.
«Варшава» шла в конвое 30 судов, в сопровождении крейсера «Авероф», 1 английского и 3 греческих эсминцев и 3 подлодок. На борту узнали о самоубийстве премьер -министра А. Коризиса и что новым премьером стал Э. Цудерос. У Крита конвой подвергся атаке итальянской авиации.
У Александрии «Варшава» вышла из конвоя и направилась в Порт-Саид. Фотиадис вернулся к истокам былого богатства своей семьи и в город, который именовался именем её первого благодетеля.

## Египет
Фотиадис с женой прибыли поездом в Александрию, новую базу греческого флота:В-156. Остановились в доме брата жены, Аристомениса Ласкариса:В-160.
Между тем, король Георг и премьер-министр Цудерос, покинули Афины и прибыли на Крит.
Фотиадис был приглашён британской радиостанцией вещать в программе на Грецию, ещё с двумя журналистами — таким же как он беженцем и местным греком:В-160.
В конце мая началось сражение за Крит, последнюю свободную территорию Греции.
Массовое и беспрецедентной храбрости участие населения в сражении, чего немцы не встречали в других странах Европы, вызвало раздражение у немецкого командования, по причине прусских понятий о правилах ведения войны, согласно которым никому кроме профессиональных военных не дозволено принимать участие в боях. Последовали массовые расстрелы населения, о которых Фотиадис информировал в своей передаче.
Оставив Крит с началом сражения, король Георг и премьер-министр Э. Цудерос прибыли в Египет.
Переехав в Каир Фотиадис обнаружил, что значительнуя часть греческой общины составляли сторонники Метаксаса:В-164.
Но и единомышленников было немало, поскольку с 1912 года Г. Склирос заложил здесь основы социалистического движения. Среди его последователей были промышленник Стратис Зембинис, заключённый впоследствии англичанами в тюрьму:В-165, богатейший Костас Муратидис, владелец единственного тогда пивного завода Египта («Стелла») он же вице-президент греческой общины и президент греческого Красного креста в Египте, писатель киприот Никос Николаидис (1884—1956), избравший местом жизни египетские трущобы:В-167, где подрабатывал художником.
В Каире Фотиадиса застала новость вторжения немцев в Россию. При очевидной радости англичан что СССР вступил в войну, их штаб в Каире утверждал в ответ на запрос греческого правительства, что Россия рухнет через 40 дней. Посему премьер Цудерос именовал его «штабом оперетой»:В-172.
С началом вторжения, в своей речи по радио Каира, Фотиадис заявил что Красная армия сдержит удар, что вызвало конфликт с директором, потребовавшем заявить в следующей передаче, что это было личное и ошибочное мнение. Фотиадис ответил что он покинул Грецию чтобы говорить то, во что он верит и что «здесь ему более нечего делать»:В-172.

## Журналист в Каире
В Каире издавались две греческие газеты Фос (Свет) и Кирикас (Вестник). Первая, консервативная, располагала достаточными финансами, вторая была прогрессивной, но бедной. В последней он и начал писать:В-173.
В роли журналиста он инициировал создание комитета спасения голодающей Греции в контакте с эллинизмом Египта, Южной Америки и Австралии. Комитет был поддержан промышленником Муратиадисом, который собрал и предоставил 35 тыс. золотых фунтов, в своём большинстве его личных денег. Однако англичане саботировали инициативу — деньги не пропали, но дошли до Греции только после освобождения:В-177.

## Долгий путь в Лондон
В декабре Фотиадис получил приглашение премьера Цудероса прибыть в Лондон «для ведения национальной пропаганды»:В-178.
Путь в Лондон оказался продолжительным путешествием, которому Фотиадис впоследствии посвятил несколько глав своих «Воспоминаний».
Был избран длинный, но относительно надёжный путь через Лагос, Нигерия. Фотиадис с женой вылетели 6 декабря на гидроплане, вдоль Нила, с приводнением в Вади-Хальфа и к вечеру прибыли в Хартум. Он был удивлён тем что названия улиц были написаны на трёх языках — арабском, английском и греческом — знак влияния греческой общины в тот период:В-182.
Из Хартума вылетели на другом самолёте через пустыню центральной Африки, приземлились в оазисе Эл Фасер:В-183, а затем в Кано, где от местного грека узнали о Перл-Харборе:В-187.
Малоазиец Фотиадис был удивлён тем, что глиняные мечети в Кано были без минаретов.
По прибытии в Лагос их поселили в единственной гостинице города, в ожидании конвоя на Англию. Приятным событием стало знакомство с жившим здесь поэтом Спиросом Канасом, который к тому же был читателем журнала «Неоэллиника Граммата». Канас стал их гидом и скрашивал их долгое ожидание:В-199.
Впечатления и информацию полученные Фотиадисом за недели своего пребывания в Нигерии он отразил через многие годы в своём эссе Невольничий берег.
Через месяц после прибытия в Лагос, вышли на британском грузо-пассажирском теплоходе «Abosso». Полузатопленный на рейде корабль напомнил о опасностях перехода — пассажирам раздали спасательные жилеты с которыми они не расставались. В Фритауне суда под многими флагами, включая греческий, формировали конвои. Их конвой 40 судов сопровождали 5 корветов. Переход в Ливерпуль занял 37 дней. По прибытии попрощались с экипажем «Abosso», который через несколько месяцев, в октябре 1942 года, был потоплен немецкой подлодкой.
Ночной Лондон встретил их сиренами бомбёжек:В-214.

## Лондон
Премьер Цудерос принял Фотиадиса 14 февраля 1942 года в здании на Park street/ Park Lane, в котором его правительство занимало два этажа. Премьер просил информировать о положении на Ближнем Востоке. Фотиадис ответил что его информация устарела, так как он в пути почти три месяца, но что более всего эллинизм Египта волновало спасение голодающей Греции. Он информировал о инициативе Муратиадиса и напомнил, что когда в 1917 году, после блокады Греции флотами Антанты, возник подобный вопрос, Венизелос дал союзникам срок для доставки продовольствия, угрожая отставкой и обращением к греческому народу. Цудерос замялся, заявил что он делает всё возможное, но для союзников вопрос блокады оккупированных стран был принципиальным. Однако заявление Фотиадиса не прошло даром. После демаршей Цудероса, Британия и США негласно согласились, чтобы шведско-швейцарский комитет доставлял продовольствие голодающей Греции. Начался сбор денег, правительство Греции в изгнании предоставило 500 тыс. фунтов, но это не решало вопроса:В-215.
Фотиадис был направлен в министерство печати и информации где министром был А. Михалопулос и секретарём Г. Христопулос. Последний был правых убеждений, но принял его благодушно:В-216.
Фотиадис работал в одной комнате с Элли Ламбриди и уроженцем Смирны Димитрисом Капетанакисом, более известным как английский нежели греческий поэт.
Через год Капетанакис заболел левкемией и в последние дни его жизни жена Фотиадиса приносила ему блюда смирненской кухни, напоминавшуя ему родной город:В-216.
Фотиадиса обязали раз в неделю вести передачу из греческого отдела Би-би-си. Впоследстви он писал что врал — врал, обещая греческому народу после войны мир, свободу и справедливость. В 1948 году, на допросе, директор охранки Афин заявил, что узнал его по голосу в эфире и добавил с иронией, что всё что Фотиадис говорил не осуществилось:В-217.
Радостным событием стала встреча с André Mirambel (1900—1970), с которым виделся в последний раз накануне войны в редакции «Неоэллиника граммата» и который работал в аналогичном отделе пропаганды правительства Франции в изгнании:В-219.
Сеферис свидетельствовал, что уже первые передачи Фотиадиса вызвали протесты в силу использования им димотики:В-219.
Фотиадис обнаружил, что многие эмиграционные правительства имели ежедневные передачи независимо от установленной Би-би-си и по его совету Цудерос добился того же. Фотиадису дали офис и он начал передачи, которые начинались звуком горна, несколько нот утреннего подъёма. Цудерос предупредил что передача будет подвергаться британской цензуре. Контроль осуществляла Elizabeth Dilys Powell (1901—1995), которая будучи супругой директора Британской археологической школы в Афинах Humfry Gilbert Garth Payne (1902—1936) прожила многие годы в Греции и прекрасно говорила по гречески. Установка Пауэлл была чёткой — не упоминать имя короля Греции, что соответствовало желаниям Фотиадиса. Он писал, что «времена были тяжёлые и короля поместили в нафталин».
Он запросил у англичан мощный приёмник, для прослушивания радио оккупированных Афин и принял для этой работы, по совету жены, Андреаса Адосидиса. На замечание что он левый, Фотиадис ответил что русские тоже, но, несмотря на политические убеждения, они наши союзники в борьбе за свободу:В-220.
В Лондоне находился и генерал Димитрис Нотис Боцарис (1889—1880), с которым Фотиадис встретился на набережной Смирны за день вступления в город кемалистов. Было удивительно что они встретились снова, при удивительных обстоятельствах.
По указанию Цудероса Фотиадис и Боцарис выехали в Кардифф на организованное там федерацией моряков Греции празднование годовщины 25 марта.
Речь Фотиадиса удивила моряков, он говорил о том что борьба идёт за свободу или смерть, а не за возвращение диктатуры:В-221.
Два года с приезда чета Фотиадиса жила в гостинице «Averard» у Lancaster Gate у Гайд-парка, рядом с вокзалом Paddington, который был целью немецких самолётов. Зимой предпочитали погибнуть от бомб, нежели от холода в укрытии. В ходе одного налёта гостиница загорелась, при её тушении постояльцы признали, что самой решительной была Катина Фотиади:В-225.
Фотиадис осознавал хрупкость союза Британии, США и СССР, но с неприязнью отмечал антисоветские настроения среди разных слоёв британского общества. На уроках английского языка, его репетитор с радостью заявил, что война закончится в 1948. На замечание Фотиадиса, что тогда от Европы не останется ничего, англичанин ответил, что если война закончится раньше, то русские будут всесильны — надо чтобы они понесли такие потери, чтобы оправились через десятилетия.
Были и другие признаки надвигавшегося противостояния. Фотиадис был дружен с чехом из аналогичного отдела правительства Чехословакии, которому с пафосом рассказывал о греческом Сопротивлении и целях борьбы. Чех высказал свои опасения — к сожалению страна, где родилась демократия, пройдёт через испытания, гляньте только на карту. «Нет, вашему народу не позволят выбрать лучшее, как он надеется, завтра». Фотиадис впоследствии часто вспоминал эти слова:В-226.
Англо-греческий землевладелец Франсис Ноэль Бейкер, чей отец Ноэль-Бейкер, Филип состоял министром в правительстве Черчилля, был агентом Секретной разведывательной службы по вопросам Греции, и, появившись 12 августа перед Фотиадисом в мундире капитана британской армии, «радостно» сообщил, что в 1942 году Второго фронта не будет. На вопрос знают ли об этом русские, ответил что там сейчас Черчилль, объяснит причины:В-228.
После сражения при Эль-Аламейне, в котором приняли участие и воинские части правительства Греции в изгнании, Бейкер передал ему для передачи анонимную речь, где говорилось, что через несколько дней Греция будет свободна и призывал партизан к наступлению, а народ к восстанию. Фотиадис отказался передать это провокационное сообщение и брать на себя ответственность за последствия, зная что высадки не будет:В-229.
Бейкер обвинил Фотиадиса в подрыве союзной борьбы и пожаловался Цудеросу. Премьер вызвал Фотиадиса и выслушав подробности конфликта одобрил его позицию:В-230.
C переменами на фронтах изменилась и политика англичан в греческих вопросах. Теперь Пауэлл требовала от Фотиадиса постоянно упоминать короля Георга, «британское правительство желает возвращения Георга в Грецию» и он скоро будет говорить по радио. Фотиадис ответил, что не будет вести эту пропаганду из радиостанции принадлежащей греческому правительству, пусть её ведёт Би-би-си.
Вскоре прибыл король, которого Фотиадис должен был встречать у входа, но он послал своего помощника. Король обменялся с Фотиадисом холодным приветствием и выступил с кратким обращением к греческому народу, «пустым и на греческом свойственным иностранцам».
Пытаясь опередить события, Фотиадис организовал пресс конференцию для посвящения английского общественного мнения в греческие дела. На вопрос является ли правительство Греции демократическим, он ответил судите сами, в посольствах ещё висит портрет диктатора Метаксаса. На вопрос свободен ли король после освобождения страны вернуться на трон, он ответил нет, пока народ не примет решение на референдуме желает ли он возвращения короля.
Наследующий день газета Manchester Guardian на первой странице сообщала, что «высший служащий греческого правительства заявил, что король не может вернуться в Грецию». В правительственных эмиграционных кругах начался переполох. Он был обвинён в том, что делает политические заявления без согласования с вышестоящими инстанциями. Был издан правительственный циркуляр, где, без упоминания его имени, было отмечено что служащий делал несанкционированные заявления касающиеся правительственных вопросов и что подобное не должно повториться. В конце циркуляра была приписка -прочитал и подчиняюсь. Фотиадис отказался подписаться. Напротив, он приписал что отказывается подчиняться циркулярам, которые лишают его свободы мысли и речи. Он также отметил, что «мы не руководители, а исполнители воли народа — но мы отказываемся от его жертв и желаний» и что мы становимся похожими на тех, кто в годы Освободительной войны (1821-29), находясь в Англии, обвиняли борцов, сражающихся в Греции:В-234.
Он отказался от предложенного ему назначения в США.
В ноябре 1943 года состоялось знакомство Фотиадиса с будущим генсеком компартии Кипра (АКЕЛ) Э. Папаиоанну, который издавал газету «Вима». Фотиадис опубликовал в этой газете с декабря 1943 по март 1944 года восемь статей, под псевдонимом Сарацис:В-235.Штаб Федерации профсоюзов моряков Греции находился в Кардиффе, её секретарём был А. Абатиелос, который посвятил Фотиадиса в марксизм:В-238. Моряки решили что им нужна своя газета и стали издавать газету «Элефтерос эллин» (Свободный грек). Газета выходила раз в 15 дней. Первую статью в ней Фотиадис написал под псевдонимом Сарацис, следующие 20 под своей фамилией:В-238.
После встречи И. В. Сталина, Ф. Д. Рузвельта и У. Черчилля в Тегеране в конце ноября 1943 года, Фотиадиса вызвал малоазиец Афанасий Агнидис (1889—1984), бывший на тот момент замминистра МИД и одновременно послом Греции в Лондоне.
Агнидис выразил ему своё уважение и пожелание, чтобы он избежал роковой ошибки — деятельность Фотиадиса была бы правильной, если бы обстановка была другой.
Он информировал его, что на Тегеранской конференции было принято решение, что Греция остаётся в сфере влияния Британии, и что Фотиадис окажется «неизбежно скомпрометированным». На открытый и дружеский совет земляка Фотиадис ответил, что он поддерживает Национально-освободительный фронт (ЭАМ) не выгоды ради, а из убеждений:В-239.
В октябре 1944 года Черчилль посетил Москву, где, по его утверждению, заручился согласием Сталина на процентовку зон влияния: Греция (90 % Британия, 10 % СССР), Румыния (90 % СССР, 10 % другие), Югославия и Венгрия (50 %-50 %), Болгария (75 % СССР, 25 % другие):В-240.
Хотя руководство компартии Греции ставит под сомнение достоверность информации «о бумажках с процентами», которые Черчилль подбросил Сталину заручившись его молчаливым «согласием», Фотиадис, как следует из его мемуаров, не сомневается, что в Москве имело место соглашение о зонах влияния, игнорировавшее права и желания народов.

### Greek Unity Committee
В создавшейся обстановке, Фотиадис счёл необходимым выпуск собственного издания, для информации английского и международного общественного мнения. Он инициировал создание Greek Unity Committee, который под этим названием печатал на полиграфе бюллетень, отсылаемый всем депутатам Палат общин и лордов, в английские газеты и журналы, эмиграционным правительствам и видным политическим лицам.
Тексты в бюллетене он писал в сотрудничестве с Э. Папаиоанну, их переводила Тетис Пейтон, в голове бюллетеня на английском и греческом было написано что он издаётся при поддержке Федерации морских профсоюзов Греции, где Фотиадис указывался как секретарь. Греческие власти немедленно уволили его, аргументируя тем что он нашёл другую работу. Он получил вызов из полиции, для выяснения его статуса в Англии.
Первый бюллетень был издан в сентябре 1943 года и имел большой спрос:В-241.
На годовщине Греческой революции в 1944 году, организованной комитетом и вызвавшей недовольство и переполох правительства и англичан, Фотиадис призывал посылайте оружие Народно-освободительной армии греческого народа (ЭЛАС). Представитель правительства Тито, словенец Boris Furlan (1894—1957) провёл параллель между борьбой народов Греции и Югославии. Воевавший в 1897 году в рядах греческой армии Г. Брэйлсфорд заявил что он, как англичанин и отставной солдат греческой армии, верит, что демократические силы и любовь народа Греции к Свободе одолеют всех его врагов. Мирабел заявил, что греки не представляют себе жизнь без Свободы, демократия и Греция — это синонимы.
А. Абатиелос подчеркнул, что греческий вопрос будет решён в Греции, греческим народом, который сражается под руководством ЭАМ.
Джон Паркер, депутат Палаты общин, выразил надежду, что освобождённая Греция будет включать в себя и Кипр, затронув таким образом неудобную для Британии тему:В-244.
Через несколько дней Фотиадис организовал пресс конференцию, где впервые было объявлено о создании на освобождённых территориях Греции, «правительства гор», возглавляемого полковником Эврипидом Бакирдзисом, который в Первую мировую войну был награждён британским орденом «За выдающиеся заслуги»:В-247.
В своих бюллетенях Фотиадис информировал английскую общественность, что на территории Греции действуют не какие то группы, а Освободительная армия, которая включала в себя дивизии и полки.
Он писал, что поддерживая короля, британская политика по отношению к Греции, была не только бесчестной, но и слепой. Реальная Греция была страной, мужественно сражавшейся против общего врага, насчитывавшая на тот момент до 400 тыс. убитых.
Эмиграционное правительство к тому времени обосновалось в Каире, и симпатизирующие Фотиадису англичане иронизировали о двух греческих правительствах, Каира и комити в Лондоне:В-249.
22 февраля Черчилль держал речь в Палате общин о движениях Сопротивления в Европе. Фотиадис с женой сумел получить приглашение с помощью депутата лейбориста. В том что касается Греции, Черчилль сделал акцент на то, что «греки убивают греков»:В-252.

## Отзвуки Смирны
Получив известность в высших кругах британской столицы, Фотиадис был приглашён сэром Джоном Ставридисом. Он не мог отказаться от этого приглашения. Смирна оставалась для него зияющей раной. Под влиянием коммунистов он уяснил для себя, что Смирна, с её греческим населением и её историей трёх тысяч лет, стала жертвой межимпериалистических антагонизмов, что в то время как итало-французские союзники стали союзниками кемалистов, а англичане из союзников превратились в арбитров, Греция, вовлечённая ими в этот поход, не могла по их примеру выйти из игры, не найдя решения с населением региона.
Он был свиделем Резни в Смирне и её сожжения и у него не было иллюзий о роли (бывших) союзников в этих событиях.
Фотиадис ещё не собирался писать исторические труды, но роль одного из протагонистов этих событий вызывала у него вопросы — Д. Ллойд Джордж фигурировал в описаниях современников и историков как филэллин.
Sir John Stavridis, начавший свою карьеру в Лондоне как греческий дипломат и ставший затем агентом британских служб, мог ответить на мучившие Фотиадиса вопросы — он был личным другом Ллойд Джорджа и Венизелоса и часто выступал в роли связного между двумя этими политиками.
Дом Ставридиса был полон фотографий этих двух политиков и сам он, по собственному заявлению, «продолжал жить в эти великие годы».
Сэр Ставридис дал ответы на вопросы мучившие Фотиадиса, что в будущем нашло место в его историческом труде «Сакарья».
Ставридис подтвердил, что Ллойд Дордж был филэллином, но добавил, что его филэллинизм сочетался с интересами Британии. После того как Британия потеряла сотни тысяч своих солдат в войне против германо-турецкого союза, он стал искать другую страну вместо Турции, в качестве защитника пути из Средиземного моря в Индию, и этой страной могла бы быть только Греция.
Жадность Италии, стремившейся стать наследницей Турции не удовлетворяло его. Её расширение из центра Средиземноморья в восточную его часть делала её потенциально опасным противником. Маленькая Греция вынужденно становилась защитником британских интересов в этом регионе, причём без лишних расходов и не вызывая опасения:136.

## The Truth About Greece
После Восстания греческой армии на Ближнем Востоке, подавленного англичанами под личным руководством Черчилля, Фотиадису стало ясно что надо было действовать, одного лишь бюллетеня было недостаточно.
Он написал текст и опубликовал его в переводе: «Офицеры, чьи шрамы, полученные в горах Албании и при Эль-Аламейне, ещё не зарубцевались, тысячами заточены за колючую проволоку».
Он подчеркнул что греческий вопрос принявший трагическую форму станет лидийским камнем, который проявит намерения Объединённых наций по отношению к народам Европы и что честь свободного мира зависит от этого вопроса:В-253.
Однако Фотиадис остался скомпрометированным, после того как руководство компартии и ЭАМ в мае 1944 года отмежевалось от событий на Ближнем Востоке и подписало Ливанское соглашение:В-255.
Фотиадис знал о высадке в Нормандии за 10 дней до её начала. Два из «судов смертников», подлежащих потоплению чтобы стать причалами на побережье Нормандии, были греческими. Капитан Даипанагьо́тис получил от Катины в качестве амулета одно пени. Перед тем как затопить судно, он написал краской на дымовой трубе «ЭАМ», вернулся к Фотиадисам с пени, печатной машинкой судна и рыжей судовой кошкой, чем разволновал Катину:В-258.
Чета жила уже в Кенсингтоне, подвергшегося атаке V-1 в ночь когда у Фотиадиса температура зашкаливала за 40 градусов. Его тяжёлой формы заражение игнорировалось в военное время, но жена сумела достать пробный образец пенициллина и после трёх уколов температура спала. Однако его болезнь спасла Э. Папаиоанну, которого он попросил проверить если в комитет была доставлена свежая почта. В отсутствие Папаиоанну, в издательство газеты «Вима» попал V-1, убив всех там находившихся:В-261.
20 июля он встретился с прибывшим в Лондон другом детства Г. Сеферисом, который информировал его о обстановке на Ближнем Востоке и заявил Фотиадису, что он в своём комитете «перебрал».
Сеферис прибыл с министром печати Г. Карталисом (1908—1957), который разъяснил что есть две британские политические линии: Черчилля и Идена, с последним согласны генералы, поскольку им ещё нужны дивизии ЭЛАС:В-263.
Поставив себе целью единство народа, ЭАМ вступил в правительство национального единства, после чего Фотиадис осознал что его комитет не нужен:В-263.
10 октября, когда Афины были уже свободны, в Лондон прибыл Ангелос Ангелопулос (1904—1995), первый министр от ЭАМ с которым Фотиадис познакомился и которого он сопроводил в Кардифф на встречу с моряками.
Фотиадис информировал министра что не может выбраться из Англии из-за бюрократических процедур, после чего тот назначил его служащим в министерство финансов и командировал на Ближний Восток:В-268.
Пассажирский пароход отходил из Ливерпуля 6 декабря, когда в Афинах уже начались декабрьские бои городских отрядов ЭЛАС с британской армией. Опасаясь конфискации, Фотиадис передал свой архив на хранение морякам в Кардиффе, который впоследствии оказался безвозвратно утерянным. В ходе рейса и скрывая свои чувства, Фотиадис раз в день слушал по общесудовой трансляции новости Би-би-си о боях в Афинах, осознавая что после Первой мировой войны и Малоазийской катастрофы, Черчилль избрал Грецию в качестве пролога Третьей мировой войны. Высадка состоялась в Порт Суэце:В-270.

## Возвращение в Грецию
Чета Фотиадиса поселилась в гостинице в Каире, откуда по завершении Декабрьских боёв списались с дочкой и послали ей немного денег. Дочь сообщила, что мать Фотиадиса умерла. О смерти отца Фотиадис знал ещё с декабря 1943 года. Им ещё повезло, их соседка, писательница Элли Ламбриди (1896—1970) получила сообщение что её дочь была убита в Патисиа, когда британский самолёт расстрелял автобус. На их запросы о репатриации, посольство Греции отвечало что всё решают англичане и следует ждать стабилизации обстановки. Их деньги закончились и их на три месяца приютил в Александрии дядя жены, Мариос Ласкарис:В-293.
Здесь образовалась компания представителей элиты греческой общины, которая кроме других включала в себя Аристомениса Ангелопулоса (1900—1990), Стратиса Циркаса и поэта киприота Тедосия Пиеридиса (1908—1968):В-294.
12 февраля 1945 года было подписано Ялтинское соглашение и в тот же вечер англичане сумели убедить руководство ЭАМ подписаться под Варкизским соглашением.
Фотиадисы возвращались в Грецию в конце марта на том же пароходе с бывшим премьером Цудеросом и освобождёнными из британских лагерей греческими солдатами. Последние располагались на палубе, без единой сигареты, и, кроме прочих песен, пели «Вы жертвою пали». Катина собрала для них деньги среди пассажиров, включая Цудероса и консула Турции.
Фотиадис пишет, что увидев Акрополь с рейда Пирея он прослезился:В-297.
Многих родственников они не застали в живых, умерли от голода или погибли. В поисках дочери обошли Афины, встречая везде следы бомбёжек, но не немецких, английских:В-298.
Найдя дочь, Фотиадис узнал у неё, что она выжила от голода благодаря ежедневной похлёбке предлагаемой литераторам смирненцем писателем Михаилом Аргиропулосом (1862—1949):В-298.
Через месяц после возвращения, в мае 1945 года Фотиадис издал еженедельный журнал «Элефтера граммата». В первом номере поместили свои произведения А. Сикелианос, Н. Казандзакис, М. Авгерис, Р. Имвриоти, Я. Кордатос, Т. Корнарос.
В передовице Фотиадис обозначил кредо журнала: «народ, который создал демократию, и невзирая на всех завоевателей, в течение трёх тысяч лет сохранил свой язык, не умрёт и не примет фатально рабство»:В-303.
Циркас, поддержав почин Фотиадиса, писал из Александрии, что Египет восторженно принял журнал":В-306.

## Белый террор
Надежды руководства ЭАМ, что Варкизское соглашение приведёт к умиротворению страны, не оправдались. Наступил период т. н. Белого террора, когда монархисты и бывшие коллаборационисты безнаказанно терроризировали бывших участников Сопротивления. Сын Я. Кордатоса, которому отец дал имя Ленин, был убит бывшими коллаборационистами.
Театральная труппа «Свободные художники», созданная в 1945 году, поставила трагедию Юлий Цезарь «известного коммуниста», как иронизирует Фотиадис, Шекспира. Узрев в трагедии антимонархическую идею, банда монархистов разгромила театр, оставив после себя большое число раненных:В-310.
Эта же труппа, с опозданием в 10 лет, поставила лучшую пьесу Фотиадиса «Феодора», с Э. Веакисом в роли Юстиниана I, которая также была воспринята как косвенная критика монархии.
В конце мая 1945 года из концлагеря в Дахау вернулся генсек компартии Н. Захариадис. Фотиадис принял участие в многотысячной церемонии его встречи на древнем стадионе Панатинаикос:В-317.
В июне Захариадис писал в газете Ризоспастис, что «мы хотим примирения». Он заявил, что Варкизское соглашение будет исполнено на все 100 %, однако через три месяца он же заявил, что у народа не должно быть иллюзий, что партия примет участие в парламентских выборах. Фотиадис попросил встречи, отметив генсеку что его заявление идёт вразрез с официальной политикой партии. Он заявил генсеку, что выборы пройдут под контролем ООН и, в худшем случае, у нас будут 60-70 депутатов парламента. Однако Фотиадису не удалось переубедить генсека, который заявил что несогласные с бойкотом выборов будут исключены из партии.
Фотидис встретился с наблюдателями ООН в доме А. Ангелопулоса, где они спросили его, почему коммунисты не принимают участие в выборах. Он ответил словами Захариадиса что это фарс, на что получил законный ответ — «но мы то здесь для этого». Выборы состоялись 31 марта. Фотиадис с отвращением вспоминает, что в театре В. Ротаса, актёры левых убеждений просили у своих коллег показать книжку избирателя, чтобы удостовериться что они не голосовали. В результате власти составили списки не голосовавших, как «коммунистов и приспешников»:В-319.
Победа лейбористов в Англии и уход Черчилля вселил надежды и Фотиадис написал статью в соответствии с его иллюзиями. Однако вскоре Э. Бевин заявил, что продолжит британскую политику в Греции. После чего Фотиадис пишет: «не верь никогда вероломному Альбиону»:В-320.
Референдум о монархии был назначен на сентябрь 1946 года, журнал «Элефтера граммата» выступил с воззванием за подписью Фотиадиса против реставрации монархии:В-328.

## Геополитические перемены
Британия полагала, что ей удастся сделать Грецию своим «протекторатом». Однако её военная интервенция декабря 1944 — января 1945 годов и поддержка монархистов и бывших коллаборационистов спровоцировали гражданскую войну, к масштабам которой Британия не была готова.
Д. Фотиадис пишет, что по скромным подсчётам, для содержания своего «протектората», англичане должны были тратить 40 млн золотых фунтов в год. Осознав что новая война в Греции только началась и что они не потянут эту ношу, в начале 1946 года, англичане обратились к США, с просьбой передать им «свой», по выражению Д. Фотиадиса «феод». В своём обращении они отметили, что «греческое правительство не продержится и двух недель без немедленных и значительных американских поставок, с тем чтобы обеспечить продовольствием голодающее население городов, а также оружием и боеприпасами находящуюся под огромным давлением (партизан) национальную армию»:В-329.
22 мая 1947 года президент США Г. Трумэн подписал декрет о помощи Греции (Доктрина Трумэна). В условиях начала холодной войны, Доктрина предполагала помощь для спасения от «международного коммунизма» как Греции, так и Турции, что стало предпосылкой создания в будущем южного фланга НАТО.
Англичане «постепенно уступили своё место в Греции американцам», и на греческую королевскую армию пролился щедрый поток американского оружия и снабжения.
Компартия была объявлена вне закона. Распорядители журнала не знали к кому обращаться за подпиской, прервали издание и вновь возобновили его в июне 1947, но в меньшем формате. Фотиадис остался директором журнала, главным редактором стал Н. Вреттакос:В-331.

### Ссылка и концлагерь
9 октября 1948 года, после обыска на дому, Фотиадис был доставлен на допрос в полицейский участок, осознав что информация о его сотрудничестве с «красным профсоюзом» моряков в Кардиффе была передана полиции британскими службами:В-333.
Отказавшись под наведенным на него пистолетом подписаться под бумагой «отвергаю с отвращением (коммунистическую идеологию)», Фотиадис оказался в карцере с свидетелем Иеговы и карманным вором. На следующий день газеты писали, что был арестован видный деятель компартии на явке, где указывался адрес дома Фотиадиса:В-335.
Он был отправлен в пункт пересадки в Пирее. Не теряя юмора Фотиадис вспоминал, что среди 15 ожидающих отправки, один непрерывно кричал — я не коммунист, я карманник. Бедолагу освободили:В-336.
В качестве психологического давления, его ненадолго поместили в камеру 10 смертников. Здесь его имя было известно. На вопрос за что расстрел, смертники ответили что согрешили, воевали против немцев. Утром их забрали, они пожелали Фотиадису доброй встречи на том свете:В-338.
На борту судна шедшего на Икарию, узники сидели на палубе, их руки были связаны одними наручниками на два человека. На рейде Эвдилоса их спускали по трапу парами в наручниках, американский журналист Sedgwick, с которым Фотиадис общался на пароходе «Варшава» в дни бегства в Египет в 1941 году, делал вид что не знает его и молча глазел на зрелище:В-339.
Старожилы ссыльные И. Илиу и Лукас Кастанакис составили в комендатуре список вновь прибывших. Только после этого с них сняли наручники. Лукас прожил многие годы в России и печатал в «Элефтера граммата» переводы и статьи русских классиков.
Новую партию ссыльных послали в село Кампос, но два раза в день они должны были колонной идти в Эвдилос для проверки — 10 км в день по горной тропе. Фотиадис поселился в заброшенном доме ещё с 6 ссыльными:В-340, у развалин византийской башни и скелета кита.
В феврале, с группой 100 ссыльных собранных по всему острову, Фотиадис был отправлен в Концлагерь Макронисос:В-341.
Он попал в число привилегированных, в «II специальный батальон» бывший в ведомстве жандармерии, где заключённые не подвергались пыткам:В-343
Присланный женой том «Военных мемуаров» Касомулиса, поскольку он начал писать Осаду Месолонгиона, был конфискован как подозрительный — он не был военным. Получили по палатке на 16 человек и стали очищать от камней места их установки и убивать змей:В-342.
В одной палатке расположились генералы С. Сарафис, Г. Авгеропулос,Хадзимихалис, лидер партии крестьян Гавриилидис и И. Илиу. В соседней, вместе с Фотиадисом, расположились литераторы и художники Я. Рицос, М. Катракис, М. Лундемис, Г. Йолдасис, М. Теодоракис, Н. Папапериклис, Т. Ливадитис. Из-за пронизывающего холодного ветра в проливе, спали в одежде. Однако генерал Сарафис даже на Макронисосе не расставался со своим галстуком.
В память о их жизни в концлагере, Я. Рицос посвятил Фотиадису свой сборник стихов «Каменное время» (1957), что Фотиадис считает своим единственным почётным отличием:В-364.
В октябре 1949 года гражданская война завершилась поражением Демократической армии. На радостях, командование лагеря перевело до 1000 человек из II батальона в «батальон сапёров», заявив им что пусть забудут спокойную жизнь у жандармов, здесь наша победоносная армия полная решимости перевоспитать вас. Избиения продолжались до конца ноября, но не поколебали Фотиадиса — он не подписал отречение (от своих идей):В-349.
Он был спасён неизвестным ему врачом Г. Катракисом, мужем известной греческой художницы Васо Катраки (1914—1988), который, выдав фальшивое заключение о том что Фотиадис болен туберкулёзом, отправил его в лагерь для больных при концлагере:В-353.
Тем временем Андре Мирабел и Т. Кастанакис обратились к Ф. Мориаку, а тот к военному министру П. Канеллопулосу о своей озабоченности о судьбе Лукаса Кастанакиса и Фотиадиса:В-354.
Не удовлетворённый ответом министра, Мориак опубликовал переписку в Le Figaro:В-354.
Этот шаг Мориака и интерес проявленный бывшим премьером Цудеросом стали причиной того, что Фотиадис и ещё два узника лагеря были отправлены в апреле 1950 года в Афины:В-361.
Однако теневая власть оказалась сильнее и не допустила «поблажек» — узников попросту выкрали, и несмотря на то, что Г. Карталис гнался за ними на своей министерской машине, они были доставлены в Лаврион и переправлены в концлагерь Макронисоса.
Вскоре Н. Пластирас, возглавивший новое правительство, принял решение закрыть лагерь. 20 июля 1950 большой десантный корабль ВМФ Греции начал перевозку заключённых Макронисоса на Агиос Эвстратиос.
После ада Макронисоса, Агиос Эвстратиос показался раем. Ссыльные устроили навесы, стали строить мазанки:В-365.
М. Катракис и Дзавалас Карусос (1904—1969) организовали даже постановку театральных скетчей:В-367.
Власти стали разрешать жёнам ссыльных посещать их. Катина Фотиаду стукнула кулаком по столу, когда её попытались заставить подписать бумагу, что она убедит мужа отречься от своих идей. Директор охранки был впечатлён, она получила разрешение. Они сняли комнату у местных рыбаков — это был их «второй медовый месяц».
В результате шагов Пластираса к примирению в стране, большинство ссыльных и узников получили возможность вернуться домой в период 1951—1952 годов.

## Новое начало
В ноябре 1951 года Фотиадис вернулся в Афины, где жена вручила ему 16 собранных ею золотых фунтов — «на новое начало». Пережитое заставило Фотиадиса обратить своё внимание к историографии, в особенности к периоду Освободительной войны (1821—1830). К тому же, ещё до ссылки и заключения в лагерь он уже начал писать работу о Месолонгионе.
В условиях когда Коммунистическая партия Греции оказалась вне закона, в июне 1951 года была создана Единая демократическая левая партия (ЭДА), занявшая легальную нишу компартии на политической арене.
Фотиадис примкнул к ней, став впоследствии одним из членов руководства партии.
Почти два послевоенных десятилетия Фотиадис писал исторические работы о периоде Греческой революции.
Военный режим периода 1967—1974 запретил его книги, но именно в этот период, без надежды на скорое издание, он написал свою фундаментальную «Историю революции 1821 года» в 4 томах.
Примечательно что в эти годы, только Фотиадис и сотрудничавший с ним в Лондоне секретарь министерства печати Г. Христопулос, решались принять приглашение посольства СССР и присутствовали на приёмах в честь годовщины Октябрьской революции:В-216.
С падением диктатуры в 1974 году, «Общество греческих литераторов» (Εταιρία Ελλήνων Λογοτεχνών) удостоило его чести стать его президентом на период 1974—1977.
Он стал членом руководства «Всегреческого движения культуры», которое возглавил художник Тасос, принял участие в движении против строительства в городе Славы 1821 года, Месолонгионе, нефтехимического завода:А-246.
В 1982 году он был удостоен Государственной премии за литературную биографию (Κρατικό Βραβείο Μυθιστορηματικής Βιογραφίας) за свою работу «Воспоминания» («Ενθυμήματα»).
Продолжая активную общественную деятельность до конца своей жизни, Димитрис Фотиадис умер в 1988 году в Афинах.

### Мария Иорданиду
С Марией Иорданиду (1897—1989) Фотиадис был знаком с довоенных лет, «когда никто и, более всех, она сама» не мог предположить что Мария станет одной из «корифеев» греческой литературы второй половины XX века:В-63.
В тот период единственное что занимало Марию, охарактеризованную охранкой «опасной иностранной агенткой» — как прокормить и вырастить своих детей. После возвращения Фотиадиса из ссылки, Мария вновь стала бывать в гостях у четы Фотиадисов. За столом она часто рассказывала истории о годах прожитых в Константинополе и о своей бабушке, Локсандре. Фотиадис, оценил живую речь, юмор и талант рассказчицы и предложил ей написать книгу. Она отказалась. Но затем, тайком от него, в 1962 году, в 65 лет, она написала свою «Локсандру» — о жизни греков Константинополя до Первой мировой войны, основываясь на истории своей бабушки.
Ностальгия по греческому Константинополю, юмор и талант рассказчицы привели к колоссальному успеху книги. До 1982 года «Локсандра» выдержала 22 издания и была экранизирована:В-64.
Последовали Каникулы на Кавказе (1965) — воспоминания Марии о своих затянувшихся пятилетних «каникулах» в России. В 1978 году она написала книгу Как сумасшедшие птицы, о своей жизни в Александрии и Афинах межвоенных лет. Книга была экранизирована в 1987 году. Последней её книгой стал Наш двор (1981).

## Историограф Фотиадис
Для современной Греции Греческая революция является тем же, что для классической Греции был мифологический Троянский цикл и исторический период персидских войн.
Фотиадис именовал её «Великим часом нашего народа».
В насыщенном событиями и лицами десятилетии 1820-30 были свои Леониды и Фемистоклы и другие герои и трагические лица, к образам которых он обратился ещё в 40-е годы, но как драматург: в 1946 году его пьесу «Макрияннис» поставила «Труппа свободных художников», в 1957 году пьесу «Караискакис» (написанную совместно с Герасимом Ставру) поставил «Греческий народный театр» соузника по Макронисосу М. Катракиса.
Но этого Фотиадису было недостаточно, он стал писать исторические работы, что стало основным полем его творческой деятельности в послевоенные десятилетия, когда были изданы: «Месолонгион» (1953), «Караискакис» (1956), «Канарис» (1960), «Суд над Колокотронисом» (1962), «Оттон — Монархия» (1963), «Оттон — Изгнание» (1964), «3-е сентября 1843» (1974).
Согласно Фотиадису, он решил обратиться к периоду Освободительной войны, придя к заключению что не знает его. К этому он пришёл читая мемуары участников той войны. То что он почерпнул из мемуаров не имело никакого отношения к официальной историографии, в которой, согласно Фотиадису, присутствует «Обратное изображение» Революции.
Его исторические портреты и эпизоды Революции и последующих десятилетий не были панегериками к гравюрам героев. Фотиадис потратил годы на изучение архивов и работ других историков, с тем чтобы донести до читателя подробности событий и атмосферу описываемого периода. В этом плане поразителен его «Канарис». Фотиадис не был моряком, и для написания этой работы он провёл месяцы в библиотеках, погрузившись в изучение навигации и морского боя эпохи парусного флота. При этом критики отмечают, что ему удалось избежать в работе посвящённой моряку и флотоводцу чрезмерного употребления морской терминологии, не усложняя чтение исторического труда.
Интерес Фотиадиса к Греческой революции вписывался в интерес и поворот левых сил и интеллигенции к этому историческому событию, проводя параллель с событиями 40х годов XX века и судьбе участников Революции с судьбой участников Сопротивления и Гражданской войны.
Наряду с работами где заголовки и содержание говорили о преданном (от предательства) 21 м годом, появились работы о преданном Сопротивлении.
В новом рассмотрении событий историками левых убеждений, общим знаменателем была санктизация (возведение в святые) военной составляющей Революции и обвинение политиков носителей (англофильского) либерализма.
Примечательно, что через четверть века после смерти Фотиадиса, «Газета редакторов» в своей групповой статье писала, что самыми представительными образцами этой новой точки зрения были «Преданый 21-й» Костаса Валетаса (1946), и «Караискакис» Фотиадиса (1956), в то время как популярный труд Янниса Скарибаса «21-й и правда» был малодостоверным.
К тому же Греческая революция стала полем изучения предпосылок формирования нации — государства Греции, его отношений с «Великими державами».
Эти грани историографии и интересовали Фотиадиса, который, не претендуя на роль академического историка, создал свой собственный вид исторических биографий c политическими размышлениями. Он сохранил научную организацию своих работ, прикладывая изданную до него библиографию, но использовал не академический язык, а свой разговорный димотика, который по выражению Д. Мосху, балансирует между языком народа и языком прогрессивной интеллигенции, с отзвуками местных говоров героев событий. Причём Д. Мосху находит в димотики Фотиадиса подслой французского синтаксиса, что отражает французское образование этого отпрыска богатой смирненской семьи.
Мосху утверждает что Фотиадис не исследует вглубь социальные и экономические структуры. Его более интересует поле политической истории. Однако его идеологическая позиция вынуждает его отметить социальные противоречия в рядах революционных сил, а также народный характер героев 21-го, чьи биографии он писал.
Фотиадис пишет в эпилоге «Караискакиса»: «(…) у 21 -го есть один и единственный великий герой, народ. Он полил революцию своей кровью и питал её своими жертвами. Без безымянных парней, сражавшихся в горах и ущельях не имея обуви на ногах, не видать нам Свободы. Эти скромные и забытые мужи подарили её нам. Их мы и должны украсить золотым венцом Славы».
Другой вопрос, который красной нитью проходит через труды Фотиадиса — это отношения революции 21 года с Великими державами, в основном с Британией, а также проблемы которые создала тесная привязка руководящих политических сил революции с британским капиталом в воссозданном греческом государстве.
Понятие «ксенократиа» (ξενοκρατία — власть чужестранцев) занимает его как в «Суде над Колокотронисом», так и в двух работах о короле Оттоне, где он затронул эпоху правления баварцев.
Эта тематика Фотиадиса легко объяснима — он писал свои работы в исторический период когда буржуазное греческое государство, победив в гражданской войне при мощной поддержке империалистических сил, перестраивается и интегрируется в империалистические механизмы и организации.
Фотиадис подчёркивает, что целью Британии было сделать Грецию слабым полунезависимым морским государством, ограниченным географически Пелопоннесом и Кикладами, чтобы держать её под своим контролем. Британия с фанатизмом отвергала идею, что Греция могла бы стать не только средиземноморской, но и балканской страной и сделала всё возможное для подавления революции в Центральной Греции.
Фотиадис считает, что если ему что то и удалось своими работами, то сделать эту правду очевидной для народа. Д. Мосху также считает, что это и есть величайший вклад Фотиадиса в современную греческую историографию.
Наряду с критиками, которые характеризуют Фотиадиса «серьёзным, позитивным и заслуживающим доверия историком», оппоненты Фотиадиса причисляют его к т. н. «Деструктивной школе» (истории). Примечательно, что современный греческий историк Стефанос Папагеоргиу, ссылаясь на чересчур свободный язык и несколько предложений Фотиадиса в его описании Дела Пасифико, обвиняет его в национализме и берёт слова «прогрессивный историк» в кавычки:453.

### Революция 21 года
Работая более двадцати лет с документами и историографией Греческой революции, Фотиадис начал работать над своим фундаментальным историческим трудом о, как пишет Фотиадис в вступлении к своей работе, «самом великом часе нашего народа». Фотиадис начал писать «Историю Греческой революции» до установления военного режима в 1967 году. Новый диктаторский режим запретил все его книги, что естественно вызвало дилемму — для кого пишу, кто пропустит правду. Но мысль что прекратив писать он признает своё поражение заставила его продолжить работу. Его «История» была опубликована в 1971 году, когда режим несколько ослабил цензуру. Критика охарактеризовала «Историю» трудом «великого вдохновения для нашего национального самосознания, этапом новοгреческой историографии, который рушит мифы и верой служит исторической правде».
Работа была опубликована в четырёх томах в период 1971—1972 годов, под не требующим объяснения для любого грека именем «Революция 21 года» (Η Επανάσταση του ’21).
Начав свой труд с Падения Константинополя, Фотиадис поддерживает тезис К. Папарригопулоса, что «Нация 1821 года была нацией 1453 года» (то есть та же греческая нация, что защищала Константинополь в 1453 году, была нацией начавшей Освободительную войну в 1821 году).
Фотиадис с уважением относился к работам Папарригопулоса, которого считал пионером новой греческой историографии, отметив однако, что в «Истории греческой нации» последнего, именно период Греческой революции являлся наиболее слабым. Сам Папарригопулос объяснял это тем, что ещё жили люди о которых он должен был писать.
Первый том «Истории» Фотиадиса охватывал события от Падение Константинополя до выступления Филики Этерии в Молдово-Валахии, второй события 1821-23 годов, третий события 1824 1827 годов, включая Наваринское сражение, четвёртый с прибытия Иоанна Каподистрии до воссоздания греческого государства и убийства его первого президента в 1831 году.
Поставив в заголовок своей работы фразу национального поэта Греции Дионисия Соломоса «Нация должна научиться считать национальным то, что является правдой», Фотиадис безукоснительно следует установке поэта, не ограничивается одними героическими страницами, не пытается скрыть тёмные страницы Революции и аргументированно отметает устоявшуюся «мифологию» и политическую ангажированность о некоторых событиях и лицах. Греция и сегодня отмечает начало Революции в установленный королём Оттоном день (25 марта) совпадающий с днём Благовещения Богородицы, когда якобы на сомнительной исторической достоверности церемонии состоялось официальное провозглашение восстания. Тем самым была принижена роль действительного организатора революции, революционного общества Филики Этерия и завышена роль церкви, высшие эшелоны которой противились восстанию.
Никос Воцис, который также считает что 20-е годы XIX века были самым значительным периодом новейшей истории греков, пишет что эту работу Фотиадиса, результат долгих и усердных исследований, можно было бы именовать «правда о 21-м».
Так собственно назвал свою работу («21-й и правда») друг и сотрудник Фотиадиса, Яннис Скарибас.
Воцис пишет, что благодаря Фотиадису, «перед нами предстают героизм, величие, самоотверженость, холокост нашего народа, но и малодушие, мелкость, расчёты и предательство части его представителей».
Воцис именует эту работу делом жизни Фотиадиса.

## Сакарья
В 1974 году издательство «Фитракис» выпустило в рамках серии «Документы» книгу Фотиадиса «Сакарья — Эпопея и Катастрофа в Малой Азии».
Это был пожалуй единственный раз, когда Фотиадис отошёл в своих исторических трудах от темы Греческой революции.
Он был вынужден придерживаться установленного для всех книг этой серии деления работы — событие/ до события/ после события.
Фотиадис не был непосредственным участником «события» (весеннего, летнего и осеннего наступлений греческой армии в 1921 году). Однако он восполнил свои непосредственные впечатления и информацию полученную им в тылу своими историческими исследованиями.
В том что касается глав «до события» — он был малоазийцем, свидетелем и участником событий этого периода, его исторические исследования лишь дополнили его непосредственные знания.
Также в том что касается глав «после события», он не принимал непосредственного участия в последнем сражении лета 1922 года, ограничившись отзвуками событий полученных им в тылу и своими исследованиями.
Однако описание Фотиадисом главы о пережитой им непосредственно Резне в Смирне, дополненной исследованиями и выдержками других историков, политиков и военных, носят характер исторического свидетельства.

## Работы
Театр
- Маня Витрова (Μάνια Βίτροβα. 1932).
- Очарованная скрипка (Μαγεμένο βιολί. 1931).
- Завоеватели (Κατακτητές. 1936).
- Мир наоборот (Ο κόσμος ανάποδα. 1937).
- Феодора (Θεοδώρα. 1946).
- Макрияннис (Μακρυγιάννης. 1946).

Переложение на разговорный язык
- Всадники Аристофана (Αριστοφάνης, Ιππής. 1938).
- Симпосий Платона (Πλάτων, Συμπόσιο. 1939).
- Демосфен, Третья филиппика (Δημοσθένης, Γ’ Φιλιππικός. 1940).
- Федр Платона (Πλάτων, Φαίδρος. 1967).

Исторические исследования — эссе
- Месолонгион (Μεσολόγγι. Αθήνα, Ορίζοντες, 1953).
- Карасикакис (Καραϊσκάκης. 1956).
- Канарис (Κανάρης. 1960).
- Суд над Колокотронисом (Η δίκη του Κολοκοτρώνη. 1962).
- Оттон — Монархия (Όθωνας — Η μοναρχία.1963).
- Оттон — Изгнание (Όθωνας — Η έξωση. 1964).
- Революция 21-го, в четырёх томах (Η Επανάσταση του ’21, τ.1-4. 1971—1972).
- Сакарья — Эпопея и катастрофа в Малой Азии (Σαγγάριος• Εποποιία και καταστροφή στη Μικρά Ασία. 1974).
- 3-е сентября 1843 года (Η 3η Σεπτεμβρίου 1843. 1975).
- Жизнь и искусство (Ζωή και Τέχνη. 1976).
- Воспоминания (Ενθυμήματα, τ.1-3. 1986).
- Полное собрание сочинений (Άπαντα. Αθήνα, 1988).
- Невольничий берег (Η ακτή των σκλάβων. Αθήνα, Εταιρεία Λογοτεχνικών Εκδόσεων, 1955 (έκδοση β΄).